# Вірменія
Вірме́нія (вірм. Հայաստան hɑjɑsˈtɑn, Гаяста́н), офіційно Респу́бліка Вірме́нія (вірм. Հայաստանի Հանրապետություն [hɑjɑstɑˈni hɑnɾɑpɛtuˈtʰjun], Гаястані́ Ганрапетут'ю́н) — парламентсько-президентська республіка в Західній Азії або східній Європі, на Південному Кавказі. Межує з Грузією на півночі, Азербайджаном на північному сході, з Іраном на південному сході, з Нахічеванською АР (ексклав Азербайджану) на півдні і Туреччиною на заході. Республіка Вірменія не має виходу до моря. Площа країни становить 29 800 км². Столицею є місто Єреван. Вірменія — гірська країна, розташована на Вірменському нагір'ї, що обрамлене хребтом Малого Кавказу, висотою 3-4 тисячі метрів. На південному заході країни розташована міжгірська Араратська рівнина. За політичною системою — демократія, що розвивається. Розвинені видобуток міді, молібдену, вирощування зернових, бавовни, виробництво шовку.
Колишня республіка СРСР, Вірменія є унітарною, багатопартійною, демократичною національною державою зі старовинною історичною та культурною спадщиною. Антична Велика Вірменія стала першою державою, яка прийняла християнство як державну релігію на початку IV століття (за традиційною датою 301 рік). Сучасна Республіка Вірменія визнає Вірменську апостольську церкву як національну церкву Вірменії, але республіка відокремлює церкву від держави.
Республіка Вірменія є членом більш ніж 40 міжнародних організацій, включаючи Організацію Об'єднаних Націй, Раду Європи, Міжнародний валютний фонд, Європейський банк реконструкції та розвитку, Азійський банк розвитку, Співдружність Незалежних Держав, Світову організацію торгівлі, Організацію чорноморського економічного співробітництва та Франкофонію. Вірменія є членом військового союзу Організація договору про колективну безпеку, але також бере участь у програмі НАТО Партнерство заради миру. У 2004 році Збройні сили Вірменії приєдналися до інтернаціональних миротворчих сил у Косово. Вірменія також є спостерігачем у ЄврАзЕС та Русі неприєднання. Вірменія класифікована як країна з середнім розвитком людського потенціалу, та за міжнародними стандартами 10,6 % населення країни живе за межею бідності.

## Етимологія назви
Сучасна українська офіційна назва країни: «Вірменія». Ця назва містить протезу «В» і неятевий ікавізм та походить від дав.-рус. і стар.-укр. Орменія, які походять від грецького Αρμενία. Зміна початкового голосного «А» на «О» сталась через неможливість початкового «А» у давньоруській мові.
Вірменською мовою країна зветься «Гайк» (вірм. Հայք). У Середньовіччі до назви додався іранський суфікс «-стан» (земля), і Вірменія стала називатися «Гаястан» (вірм. Հայաստան). Назва країни походить від легендарного ватажка вірмен — Гайка, який за легендою у 2492 до н. е. розбив у битві військо ассирійського царя Бела, а пізніше утворив першу Вірменську державу. Цей рік вважається першим в традиційному вірменському календарі.
Екзонім Вірменія засвідчений на Старому Перському Бегістунському написі (515 до н. е.) як «Арміна» (    ). Давньогрецькою Αρμένιοι «вірмени» зазначені Гекатеєм Мілетським. Ксенофонт, грецький полководець, який брав участь у деяких перських експедиціях описав багато аспектів вірменського сільського життя та гостинності. Він розповідав, що мова, якою люди розмовляли за звучанням була схожою на перську мову. Відповідно до історій Мовсеса Хоренаці та Майкла Чеміча, Вірменія походить від імені Арам, прямого нащадка Гайка.

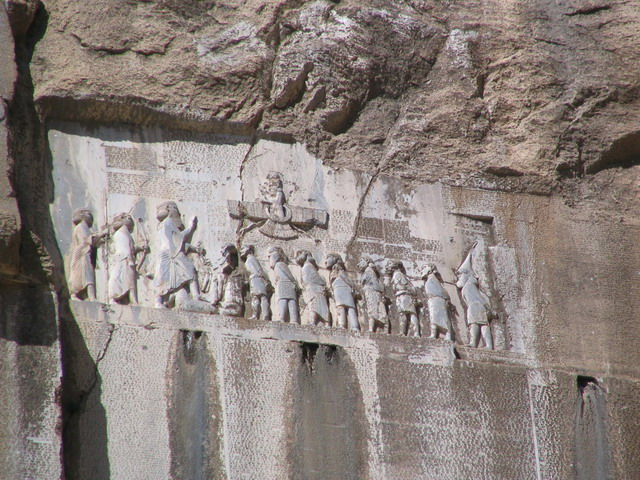
Бегістунський напис Дарія I зі згадкою про Вірменію, VI століття до н. е.

## Історія
Вірменія — одна з найдавніших держав Малої Азії та Закавказзя. Вірменія — перша країна, яка прийняла християнство як державну релігію (відповідно до традиційної дати у 301 р.).

### Доісторична епоха
Сліди проживання давньої людини були виявлені в різних районах Вірменського нагір'я: в Арзні, Нурнусі та інших місцях були виявлені стоянки з кам'яними знаряддями, в Разданській ущелині, Лусакерті і т. д. були знайдені печери-житла. Вік найстаріших палеолітичних кам'яних знарядь становить 800 тисяч років. Були також знайдені стоянки первісних людей епохи неоліту. У горах були виявлені численні наскельні малюнки зі сценами полювання. Близько 10 тисяч років тому на зміну полюванню і збиральництву прийшли скотарство і землеробство. Перші землеробські та скотарські поселення виникли в Араратській долині, в Шираку та в інших місцях.
На території сучасного Єревана в районі Шенгавіта у 1938 р. було виявлено поселення початку Бронзової доби, що датується V-III тисячоліттями до нашої ери.
Були знайдені циклопічні фортеці, культові споруди, житла, датовані III-I тисячоліттями до нашої ери.
Дані археологічних розкопок підтверджують, що жителі Вірменського нагір'я ще в глибоку давнину оволоділи багатьма ремеслами. Так, відомо, що ще в V-IV тисячолітті до н. е. вони вміли плавити мідь, а в II тисячолітті до н. е. — залізо.

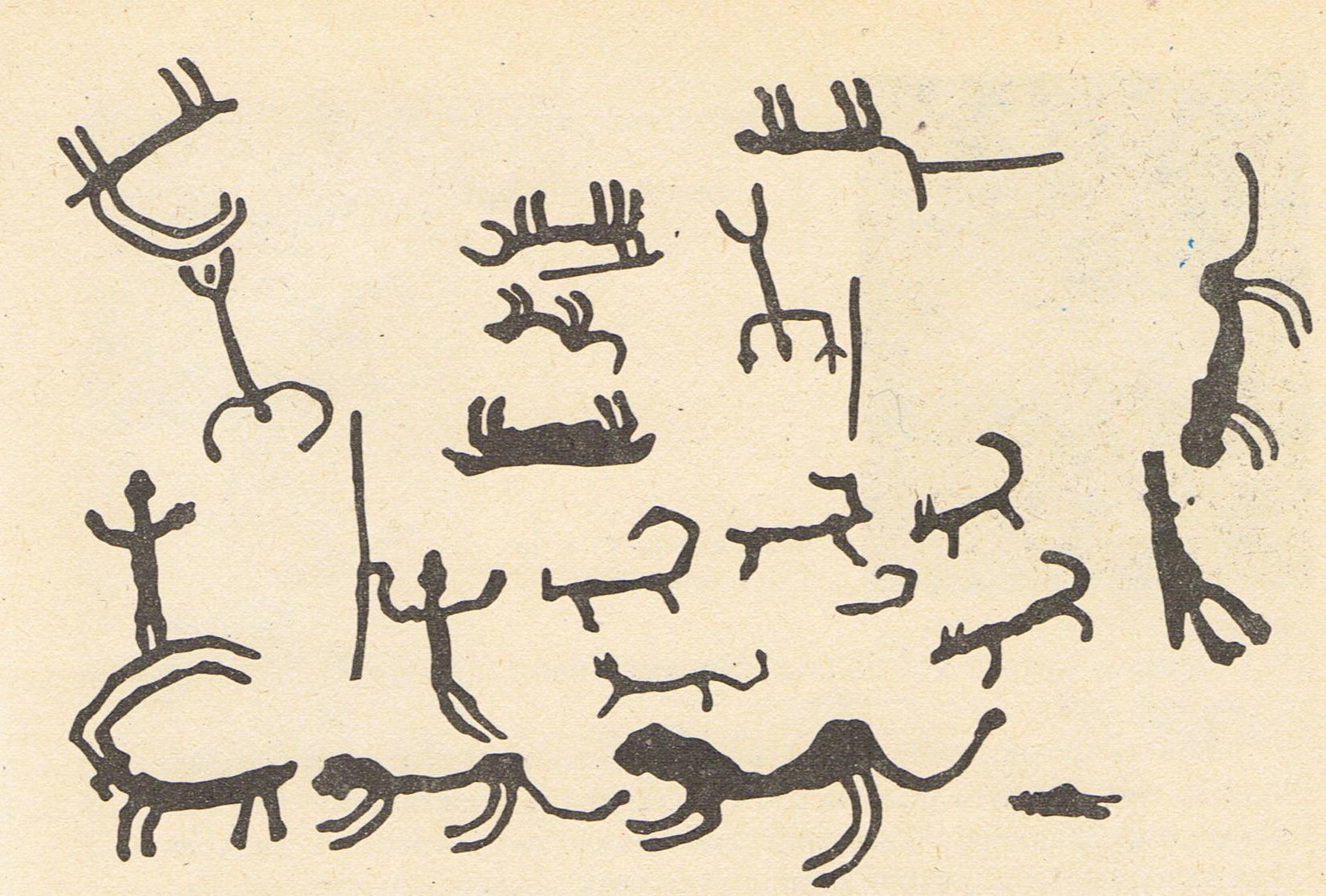
Наскельне зображення, знайдене в одній з печер марза Сюнік
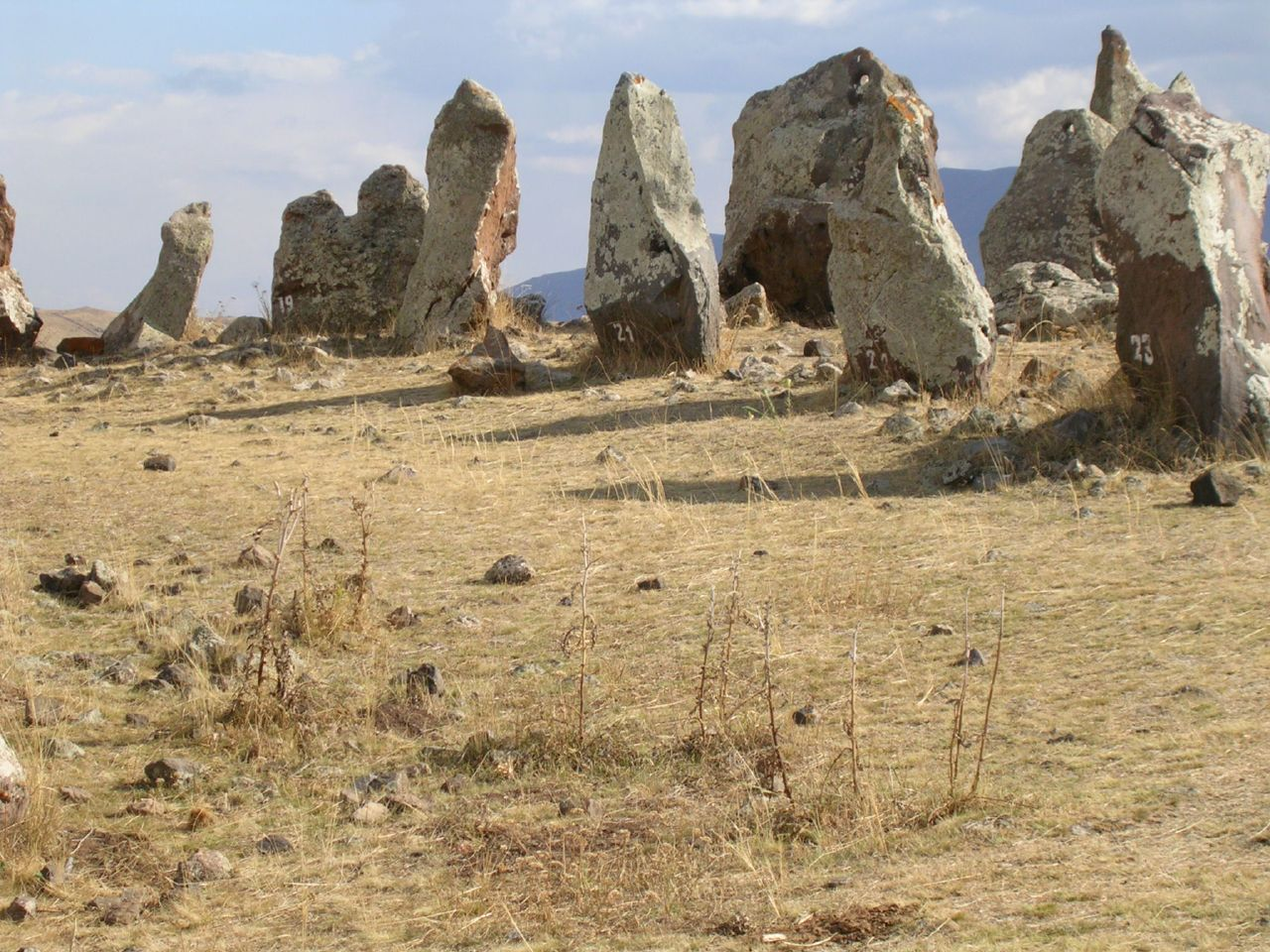
Доісторичний мегалітичний комплекс Зорац-Карер у Сюнікській області

### Античність
Історично, з часів античності і аж до початку XX століття, Вірменією називалася область, населена вірменами принаймні з XX ст. до н. е. і тягнулася від Кури до верхів'їв Тигра, Євфрату, і озера Урмія, територією в 357 900 км². Назва відома з кінця VI ст. до н. е. (На картах найбільших істориків і географів давнини Вірменія відзначена поряд з Персією, Сирією та іншими стародавніми державами; показові карти Гомера, Гекатея Мілетського, Птолемея і багатьох інших), коли Вірменія відзначена як сатрап Перської імперії. Після розпаду імперії Олександра Македонського виникли вірменські царства: Айраратське царство і Софена, потім завойовані Селевкідами; після розгрому останніх римлянами на початку II ст. до н. е. виникло три вірменських царства: Велика Вірменія, Мала Вірменія і Софена. При Тиграні II Велика Вірменія перетворилася у величезну імперію, що простяглася від Палестини до Каспійського моря; проте Тигран був розбитий римлянами і позбувся всіх завоювань, крім власне Великої Вірменії (Вірменське нагір'я між Євфратом, Курою і Урмією) і Софени, територією приблизно 220 000 км². Згодом Велика Вірменія перетворилася на буферну державу між Парфією і Римом. У 387 р. Велика Вірменія піддалася розділу: основна частина відійшла до Персії, менша — до Риму, потім Велика Вірменія була завойована арабами.

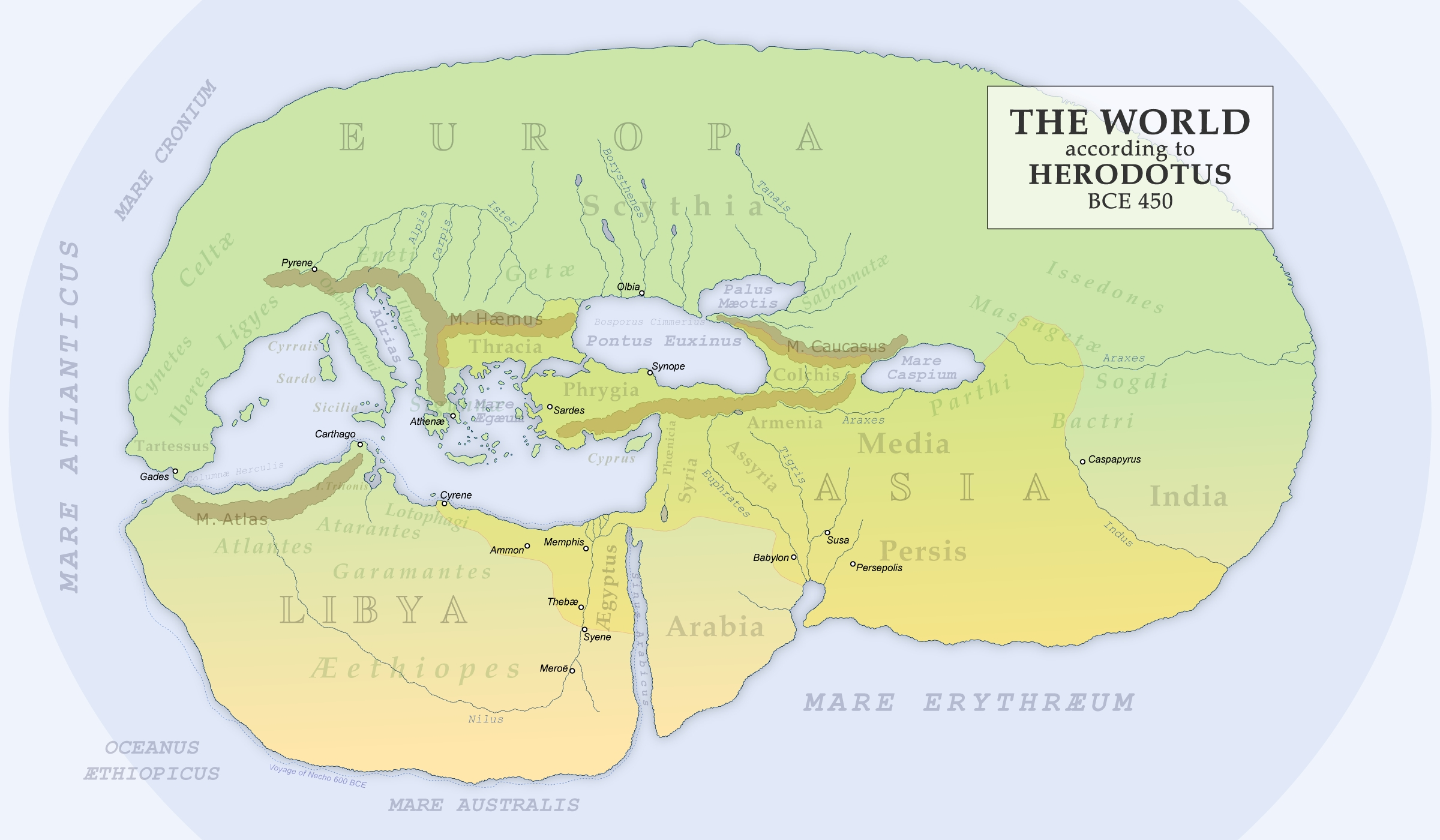
На мапі Геродота, 450 до н. е.
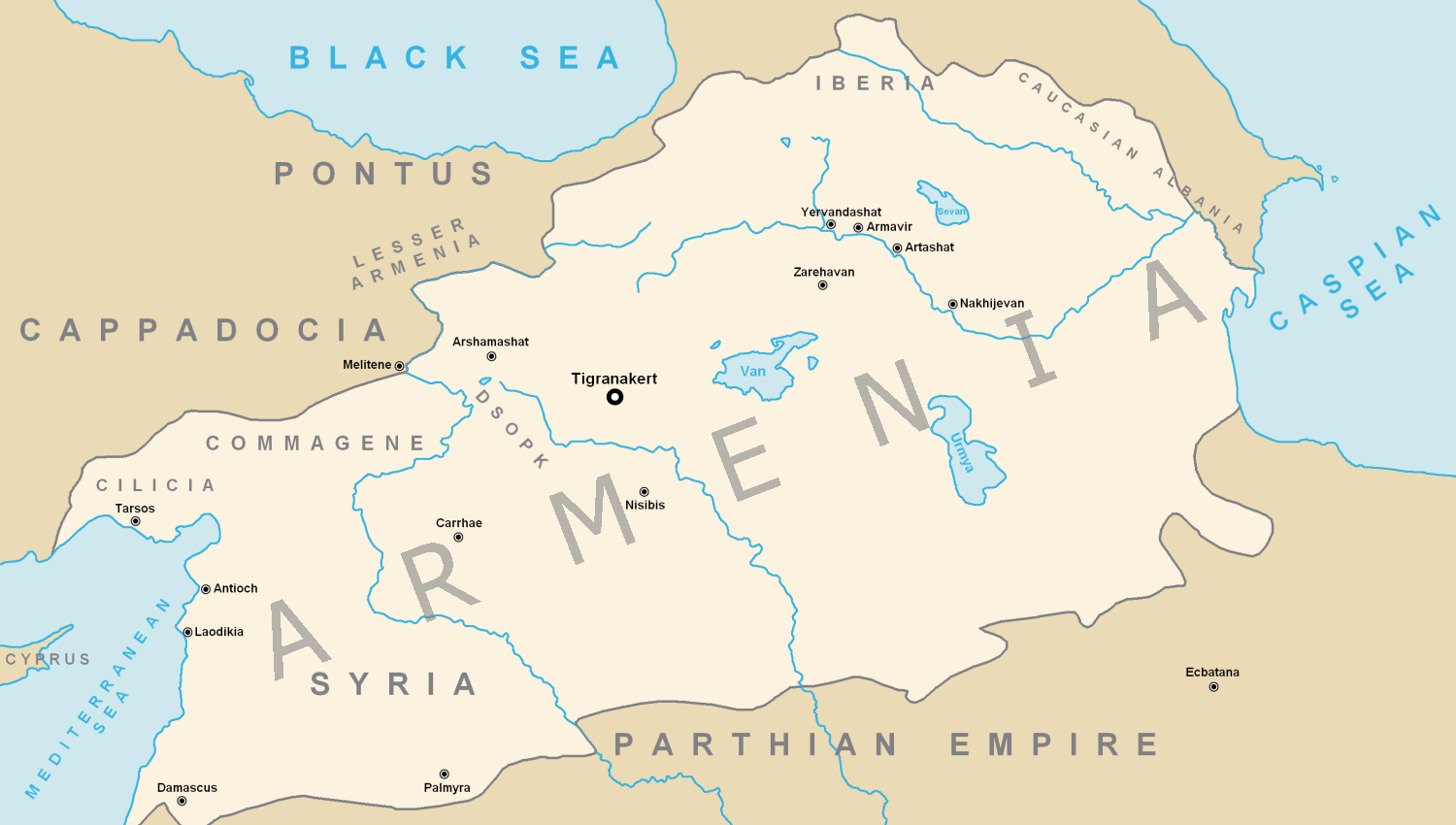
Вірменська імперія за царя Тиграна II
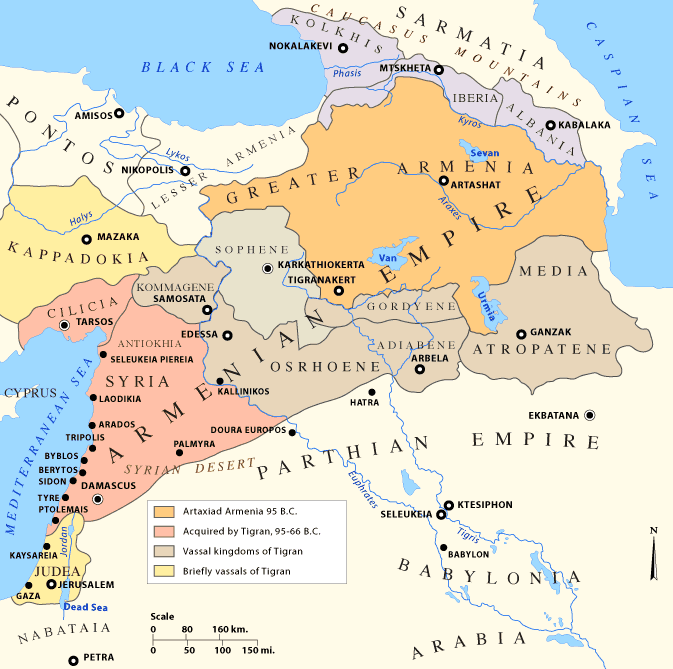
Вірменська імперія за царя Тиграна
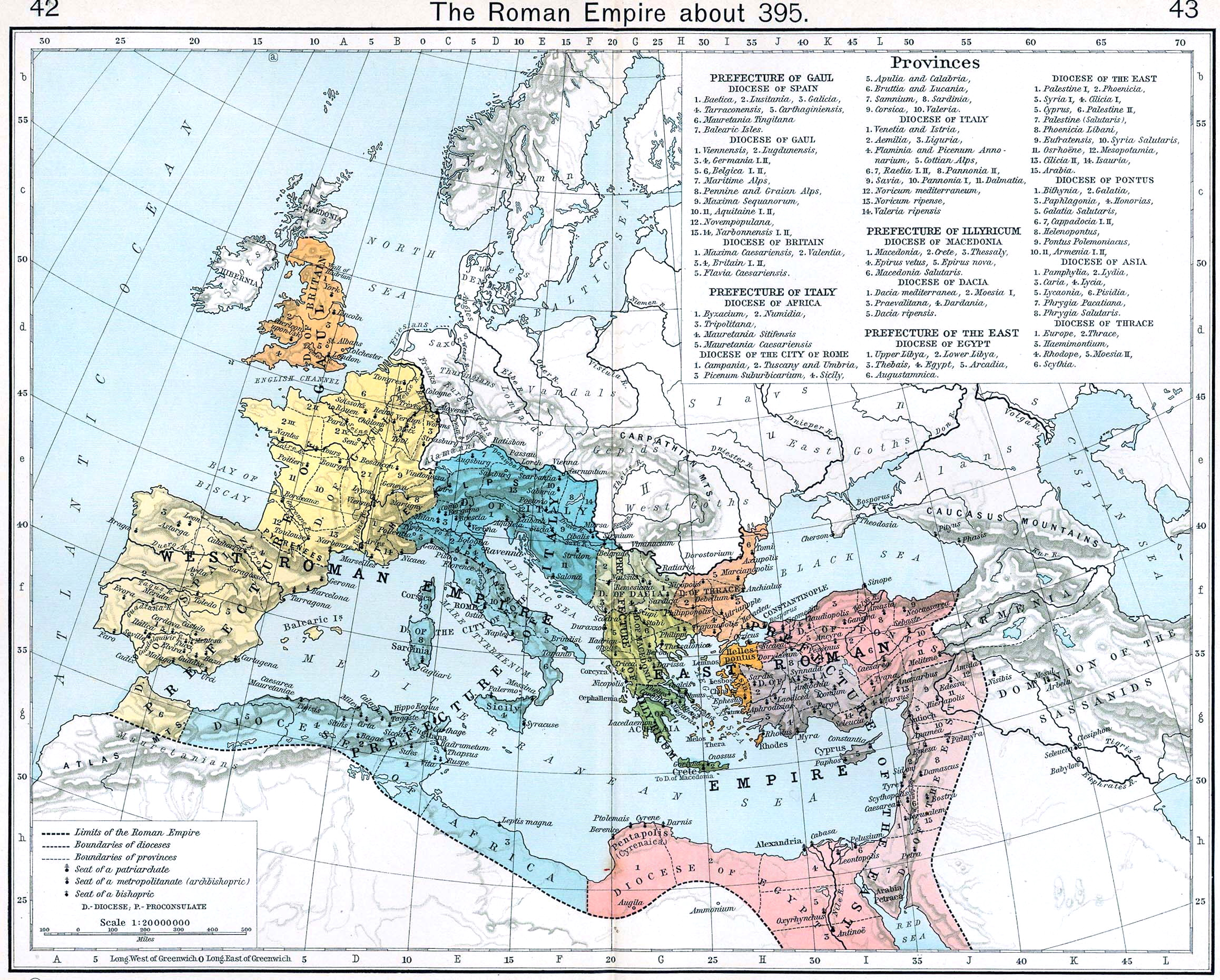
Язичницький храм Гарні, імовірно збудований у I столітті — єдина греко-римська будівля з колонадою у Вірменії та СРСР
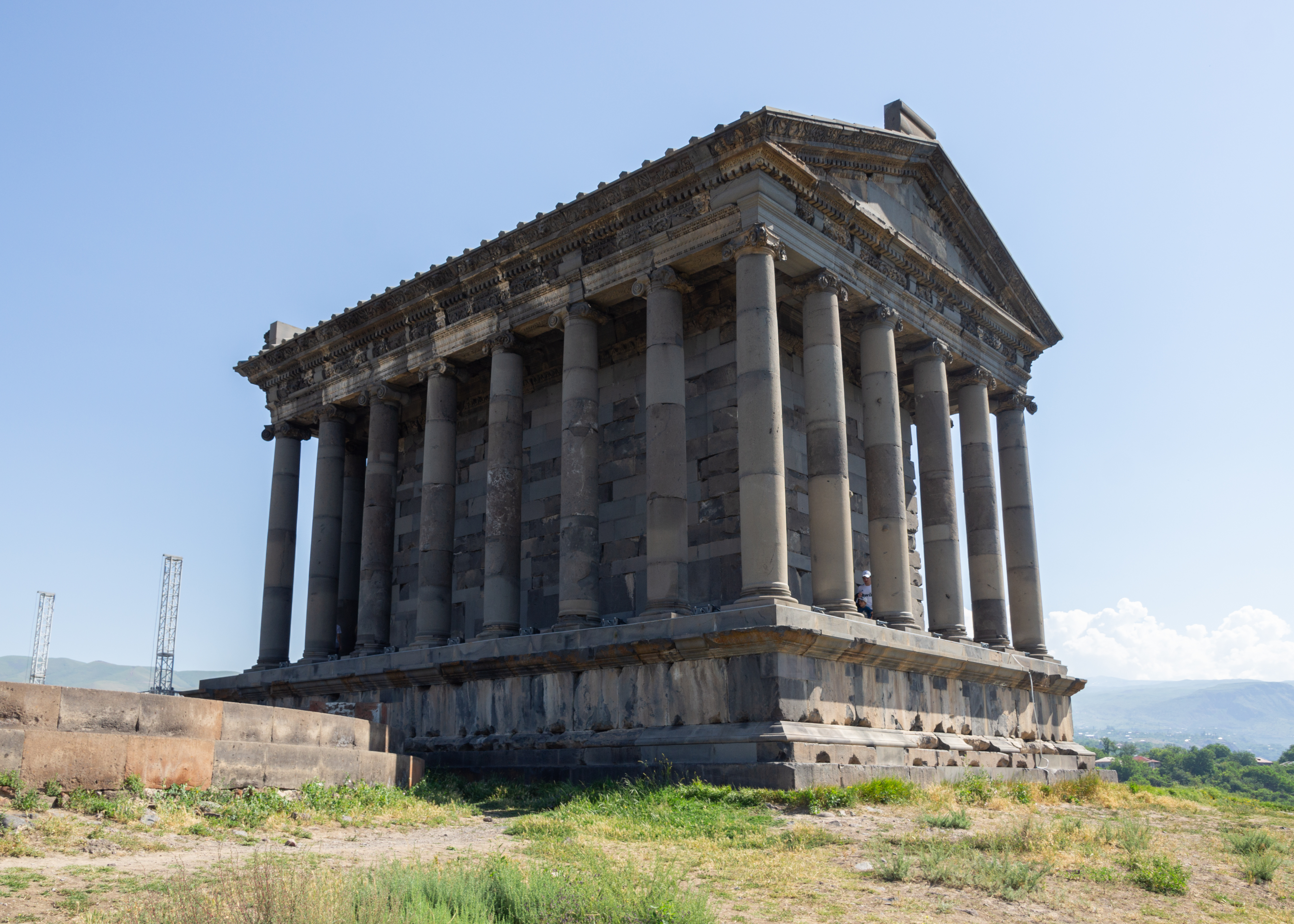
Язичницький храм Гарні

### Середньовіччя

Централізоване Анійське царство Багратидів, XI століття
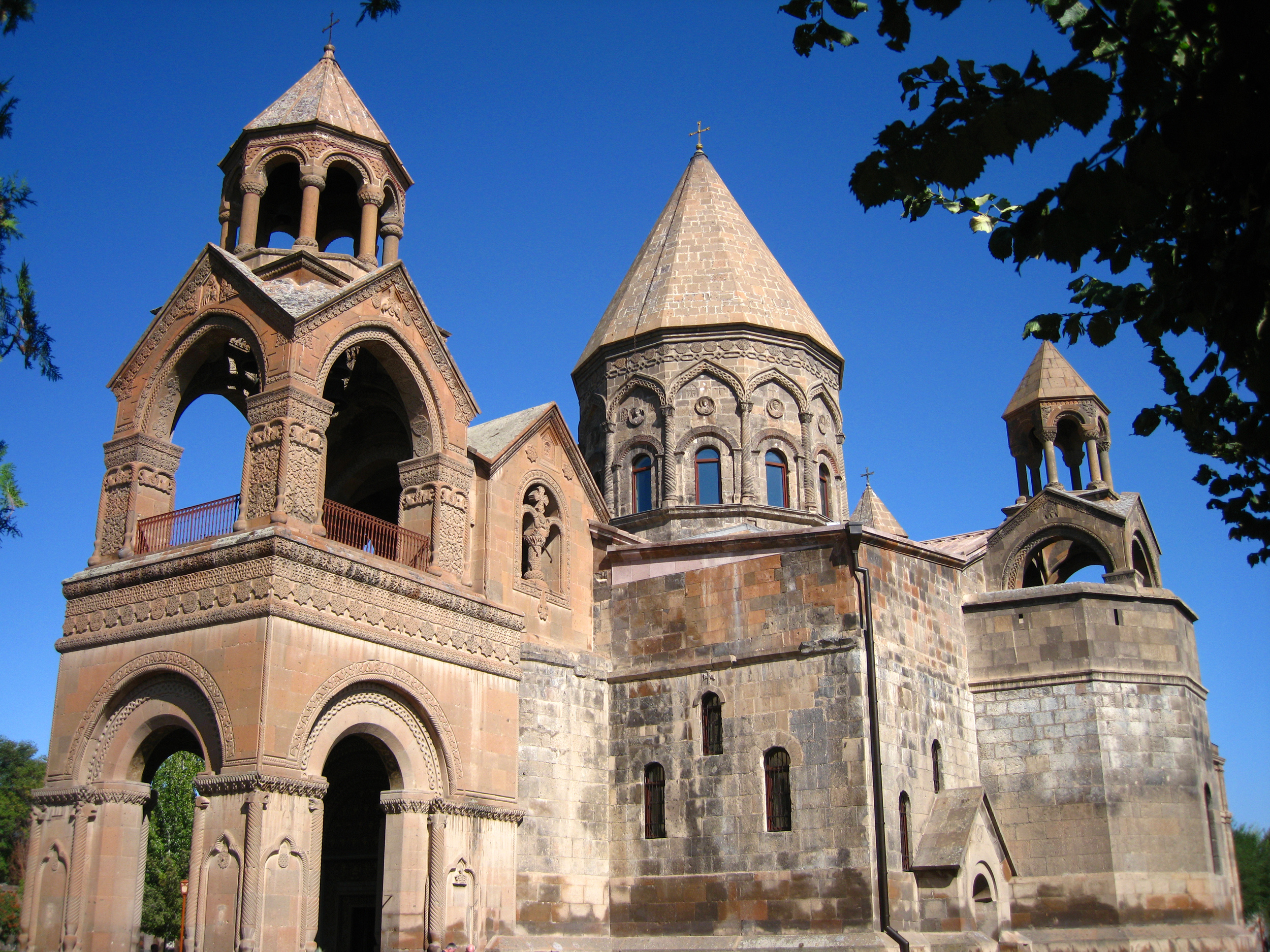
Світова спадщина ЮНЕСКО — Ечміадзинський кафедральний собор — вірменською апостольською церквою вважається найстарішим собором у світі
Вірменське Кілікійське царство (жовтим) у 1097
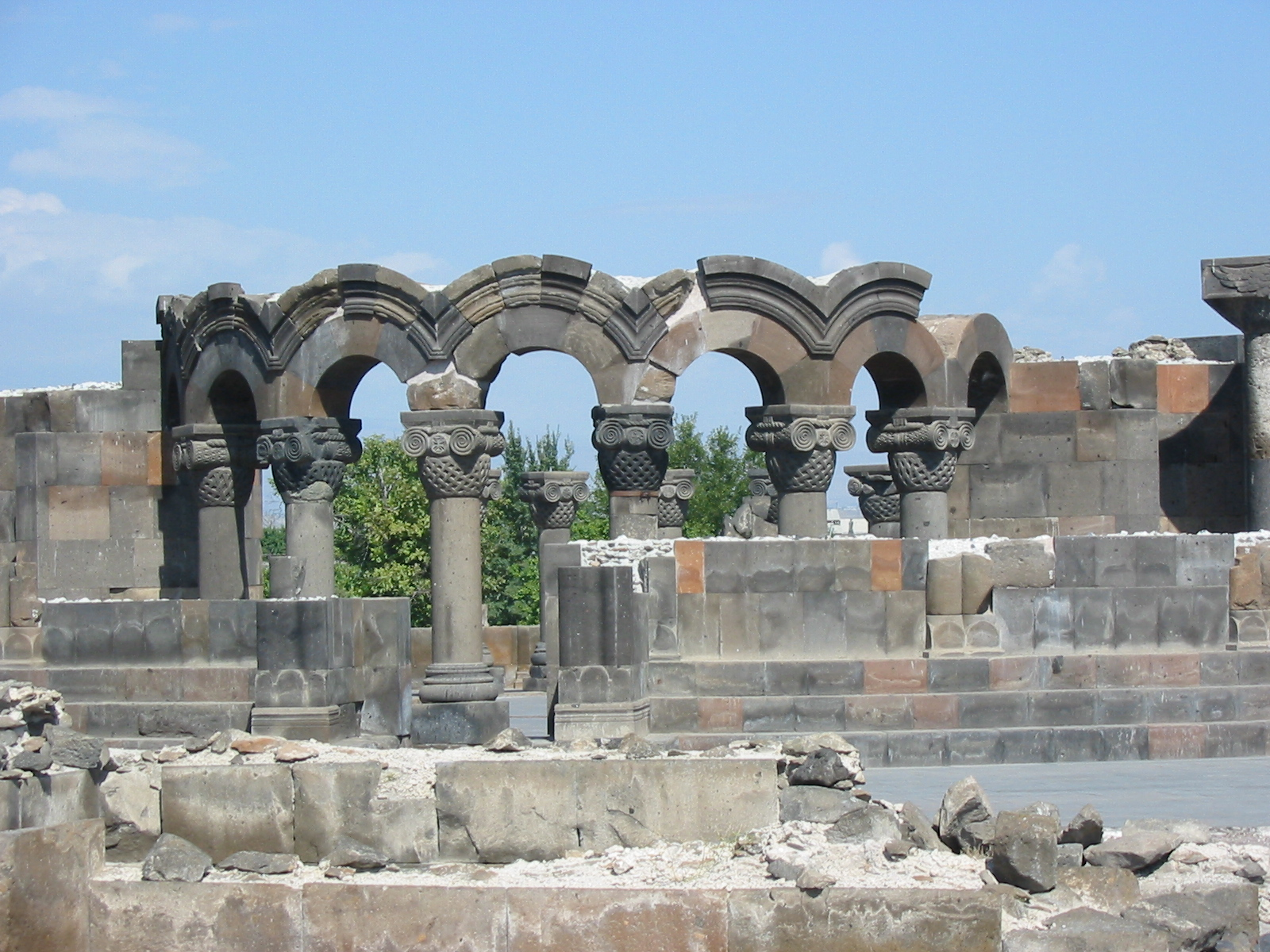
Світова спадщина ЮНЕСКО — руїни монастиря Звартноц
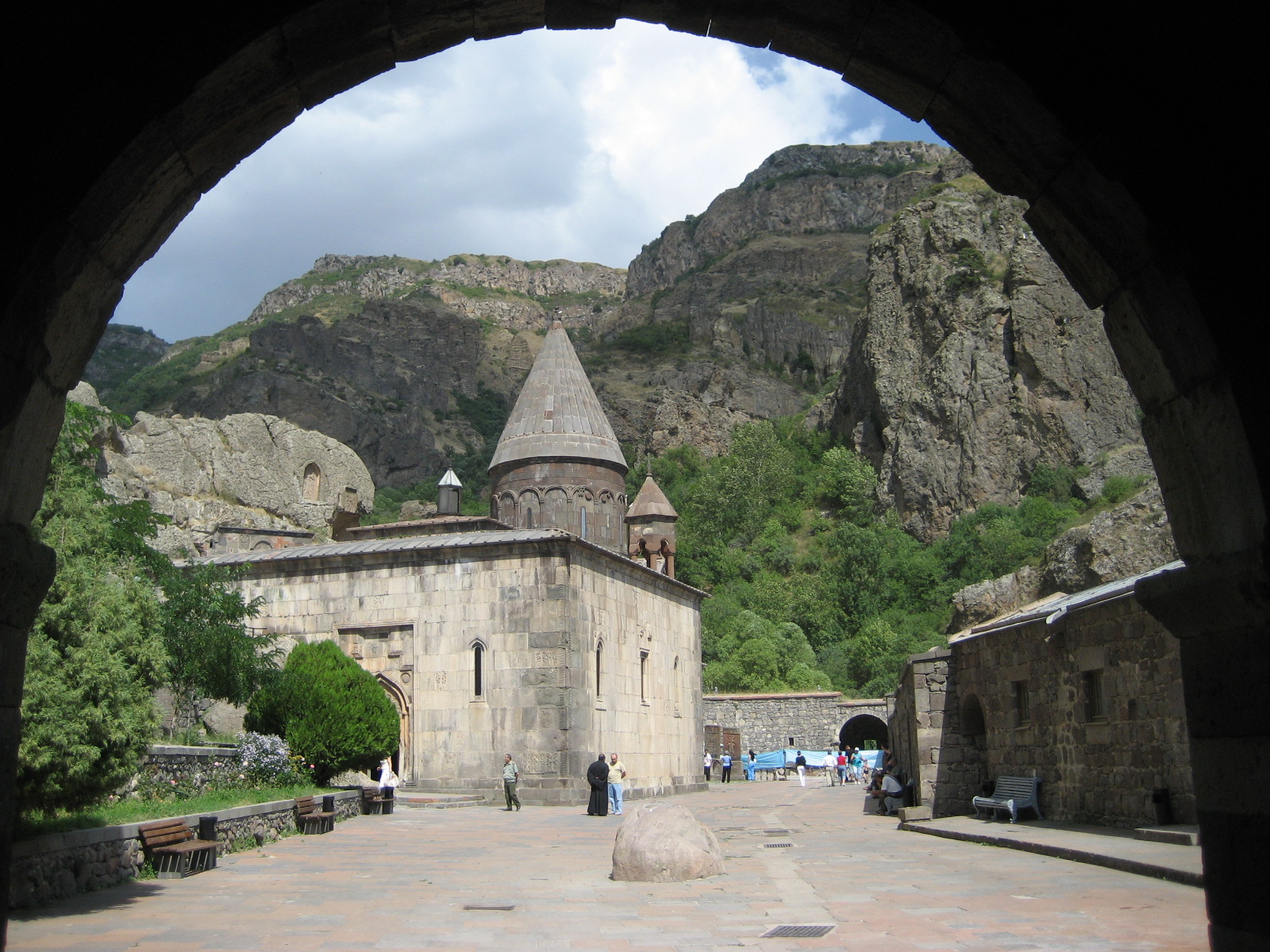
Світова спадщина ЮНЕСКО — Монастир Ґегард

### Новий час

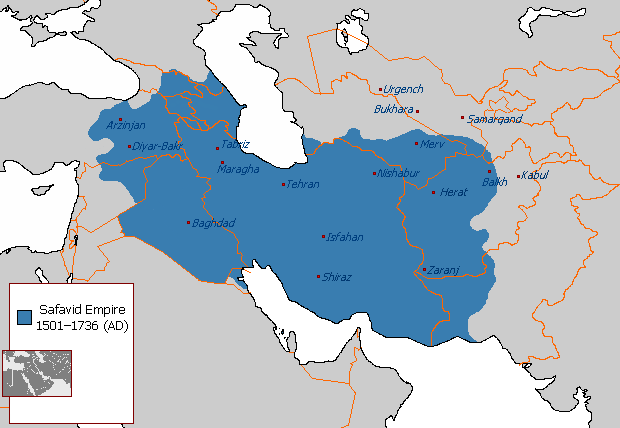
Держава Сефевідів, 1501-1722
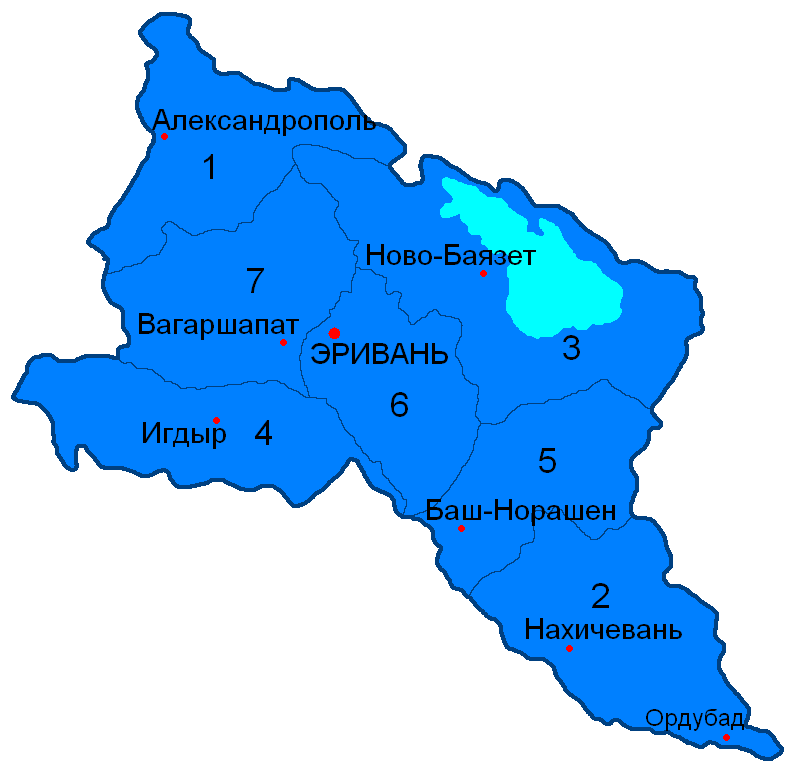
Еріванська губернія (1849-1917)
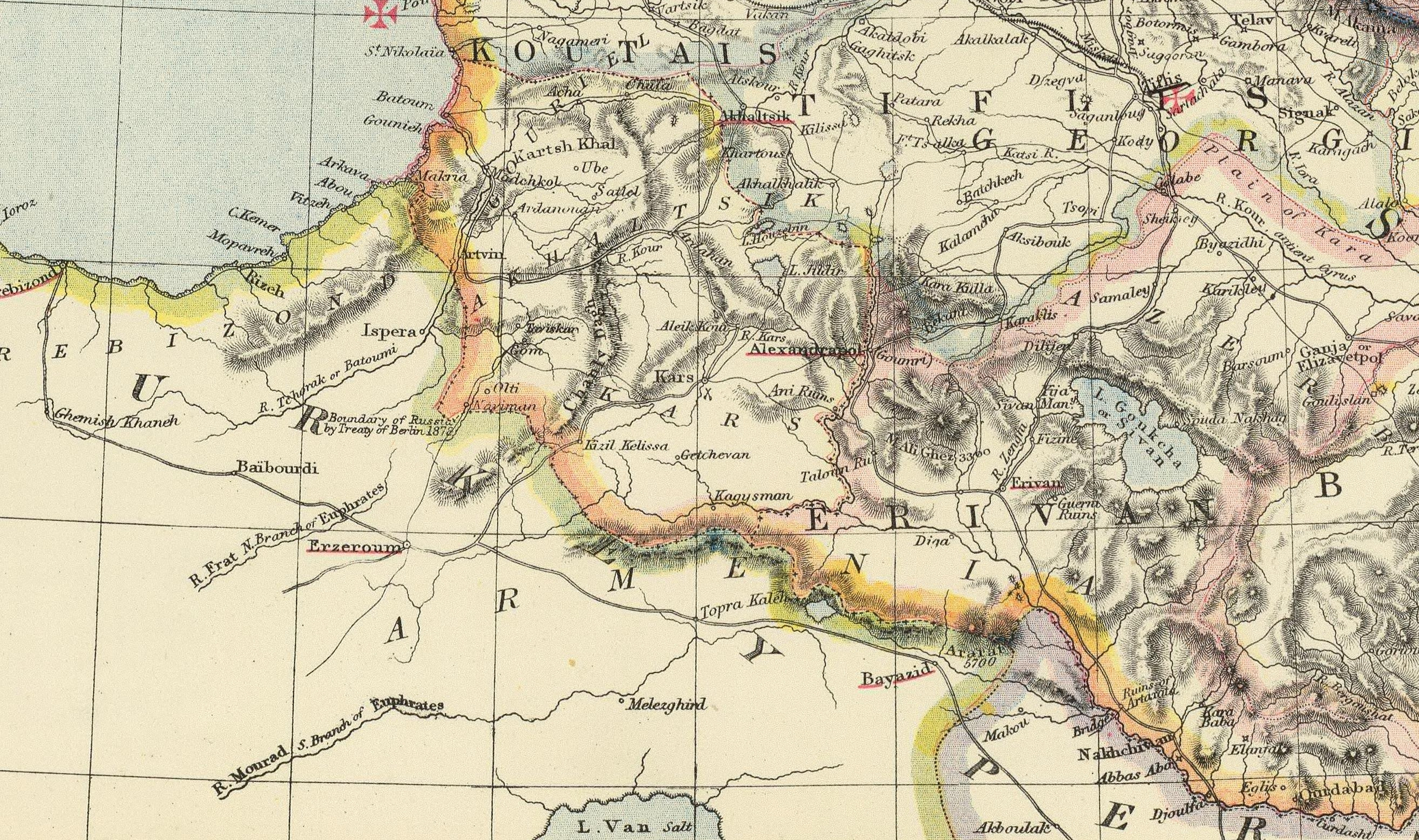
Мапа 1883 року, що показує кордони Російської та Османської імперій після Російсько-турецької війни 1877-1878
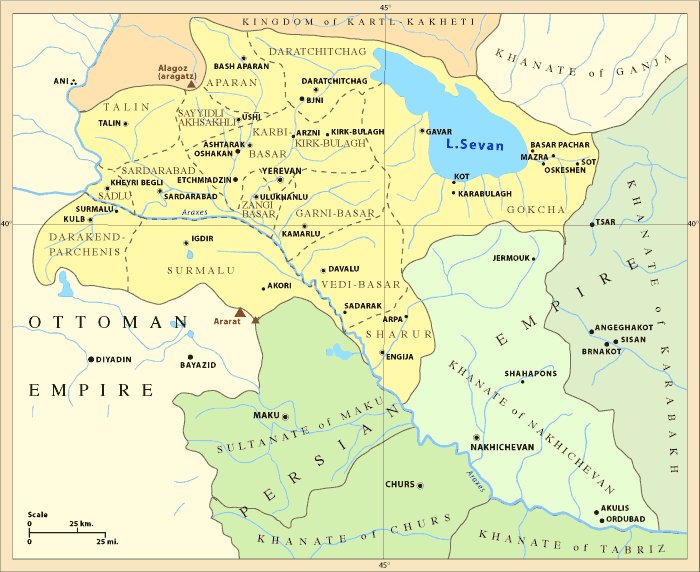
Вірменська область (1828-1840), що включала землі колишніх Еріванського (жовтий) та Нахічеванського (салатовий) ханств
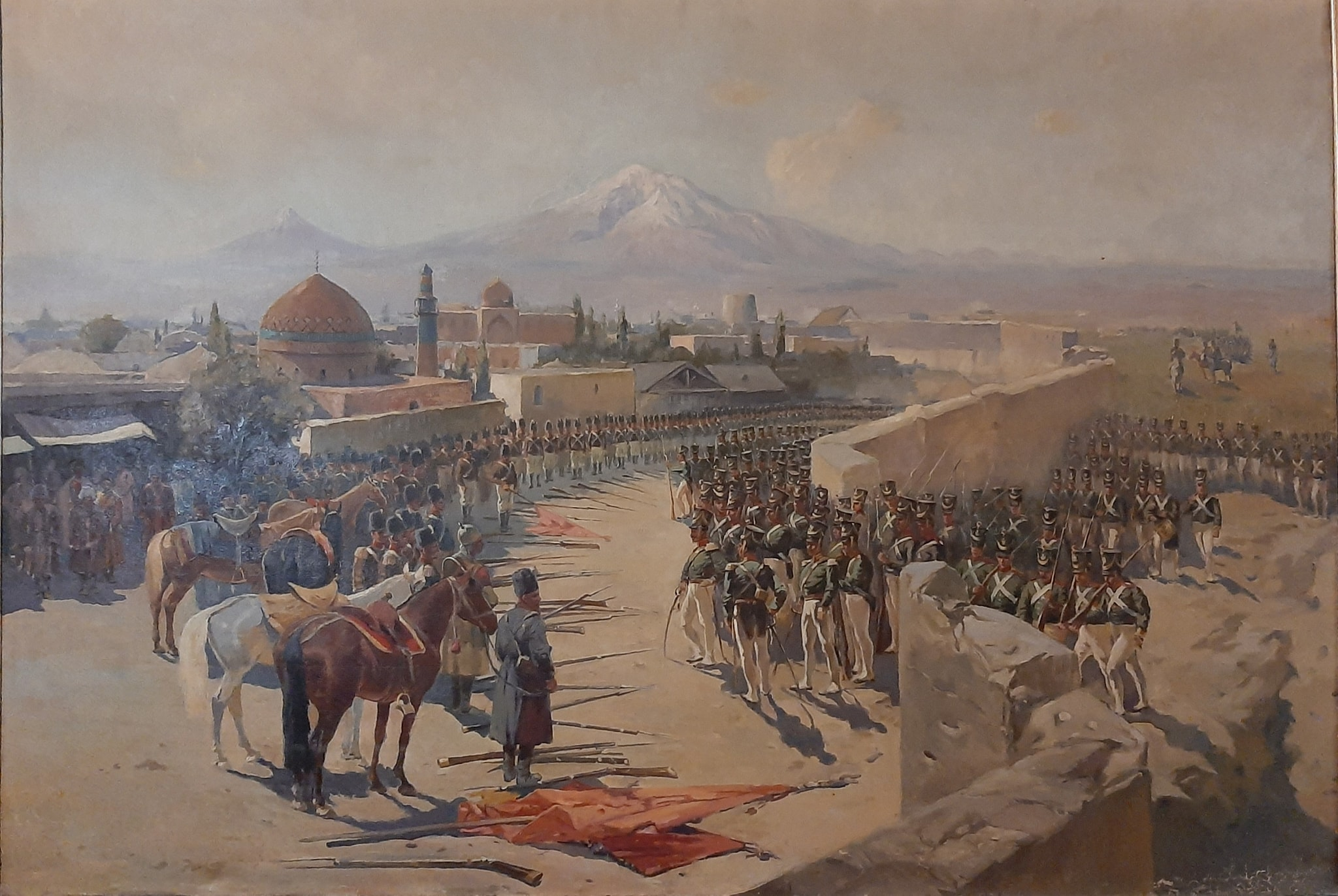
Захоплення Єревану в 1827, Російсько-перська війна (1826-1828). Художник Франц Рубо

### З ХХ століття дотепер
Вірменія — незалежна республіка з 1918, зайнята Червоною армією в 1920, стала союзною республікою СРСР у 1936. У зв'язку з пригніченням в Азербайджанській РСР християнського вірменського населення на території Нагірно-Карабаської Автономної Області, на мітингах у Єревані в 1988 відбувалися мітинги з екологічними вимогами, окрім яких був заклик перевести Нагірно-Карабаську область з-під управління Азербайджанської РСР під управління Вірменської РСР, що викликало війну із сусіднім Азербайджаном 1987—1994 рр. У 1991 Вірменія бойкотувала проведення референдуму СРСР, провела відкрите голосування за незалежність. Вірменія приєдналася до СНД у грудні 1991, незалежність країни визнана в січні 1992. Стала членом ООН у 1992. 12 травня 1994 у Бішкеку між Республікою Вірменією, Нагірно-Карабаською Республікою та Азербайджаном було досягнуто угоди про припинення вогню. У вересні 2020-го року війна набрала нових обертів. Азербайджан зміцнився підтримкою Туреччини, в той час, як Вірменія сподівалася лише на себе та підтримку зброєю з боку Росії. На початку жовтня Азербайджан розпочав операцію по звільненню Карабаху. Вірмени дуже постраждали. Відбулося три спроби закінчити все мирно: першого й другого разу за посередництва Америки, але вони були невдалими. На третій раз зустріч президентів Вірменії та Азербайджану відбулася у Росії, і вона була вдалою. За угодою Вірменія повинна була забрати війська з території Азербайджану, визнати територію Азербайджанською та добровільно дати дозвіл на побудову територією Вірменії дороги з Азербайджану до Нахічеваню

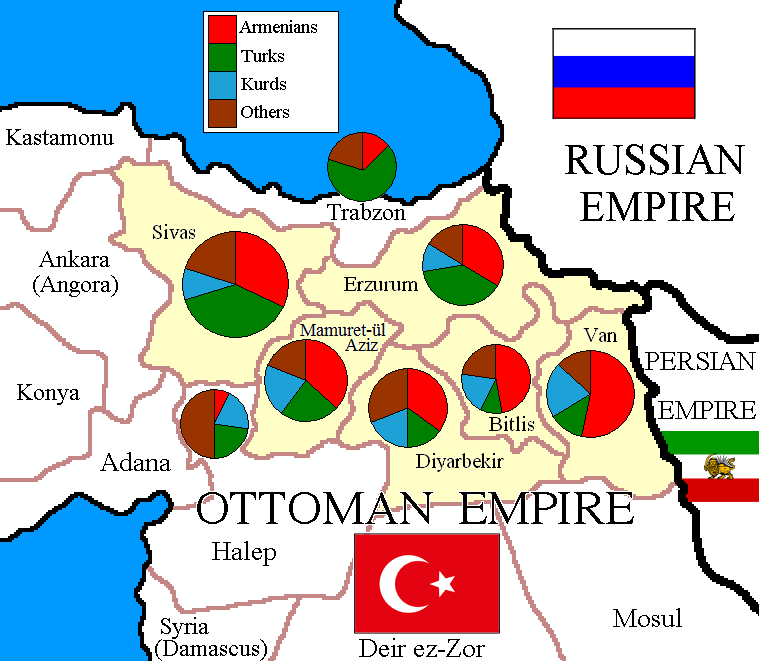
Етнічна мапа Західної Вірменії перед геноцидом вірмен в Османській імперії
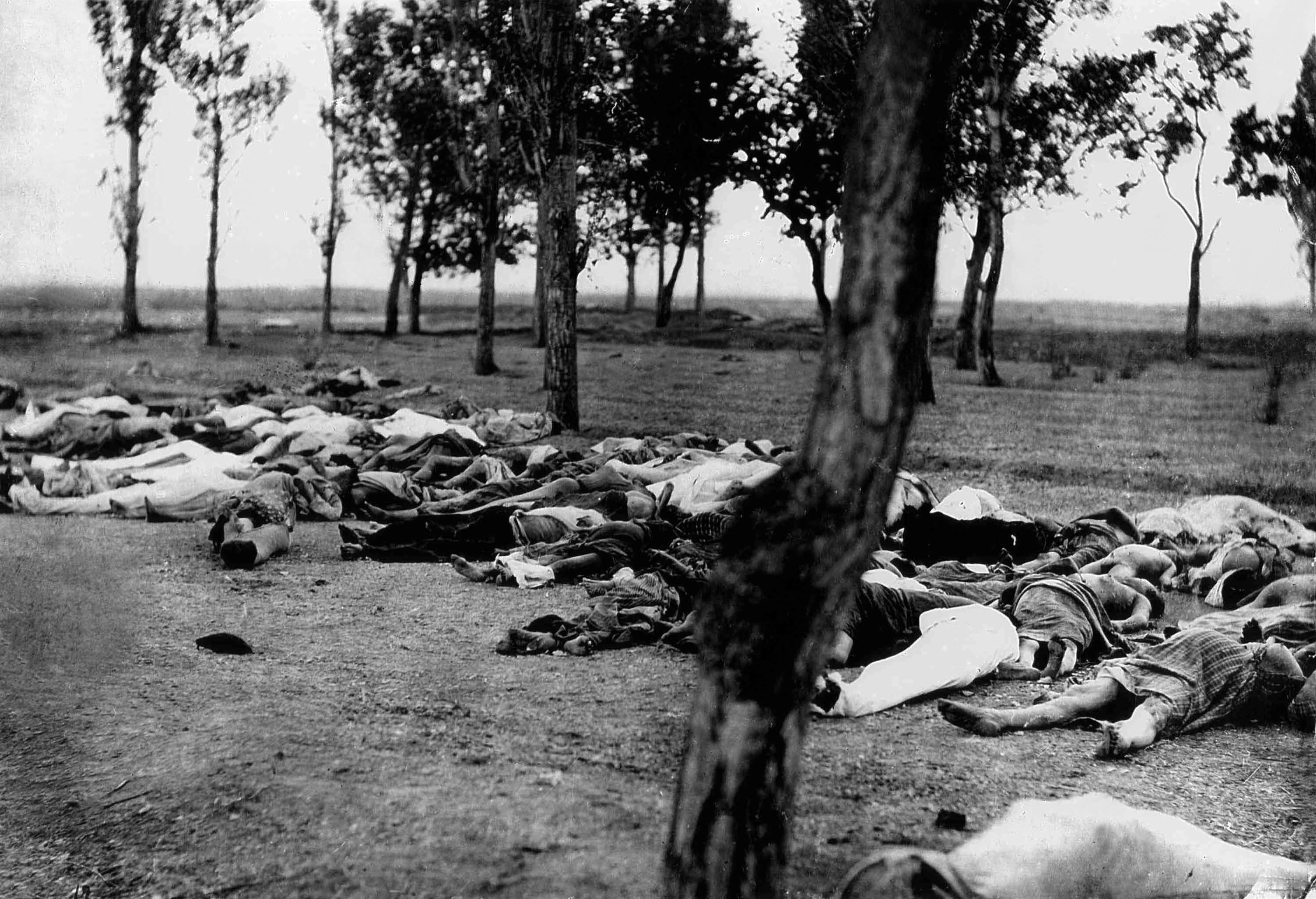
Османська наступальна операція
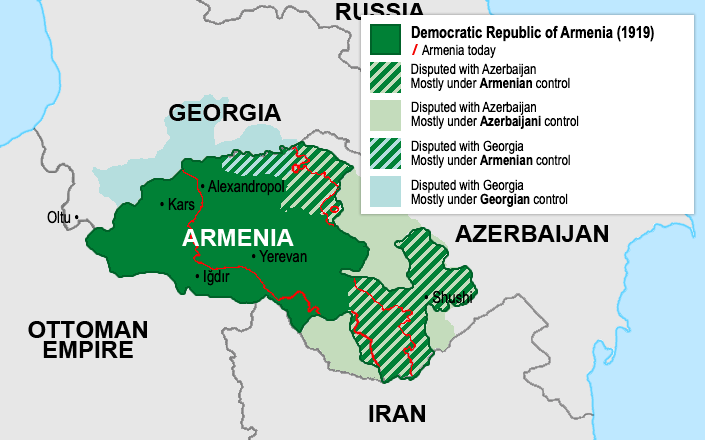
Вірменське етнічне питання на Паризькій конференції, 1919
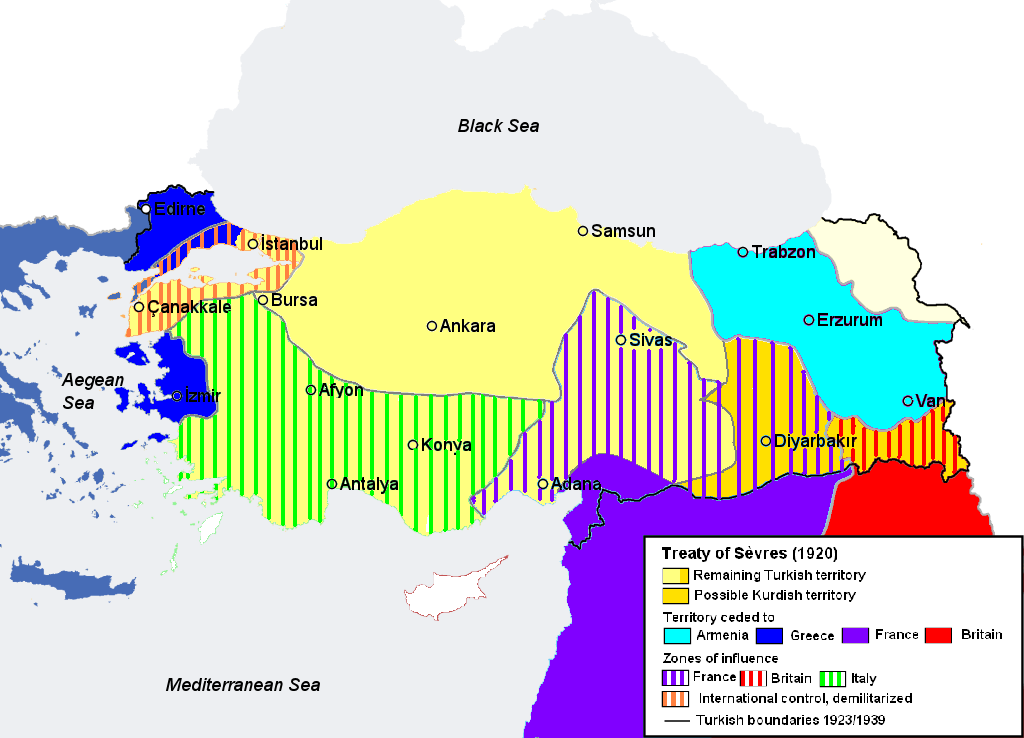
Розмежування Османської держави за Севрським договором
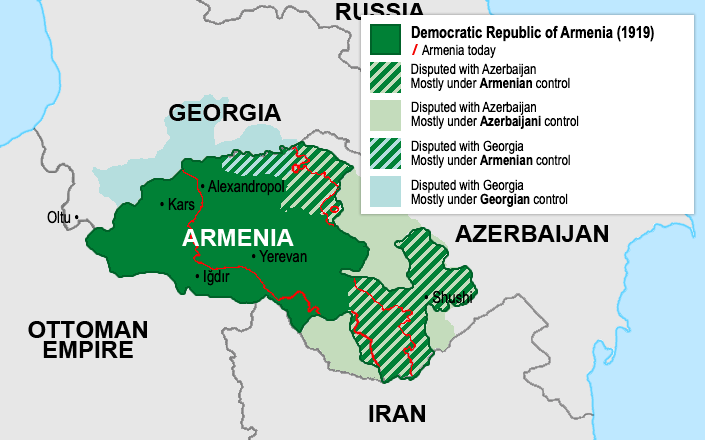
Мапа Демократичної Республіки Вірменія
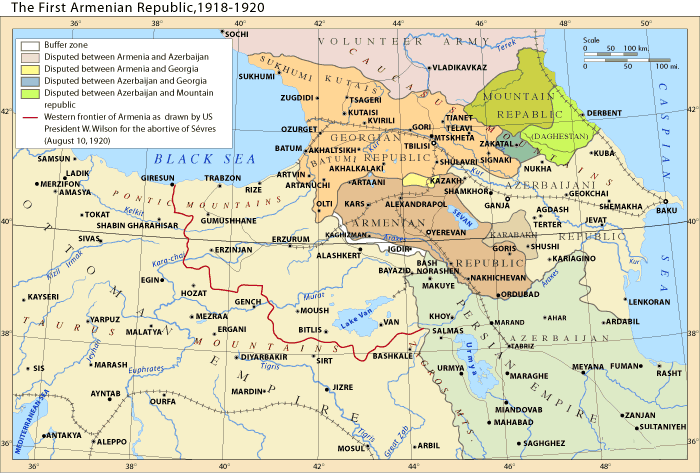
Сусідні держави у 1918-1920
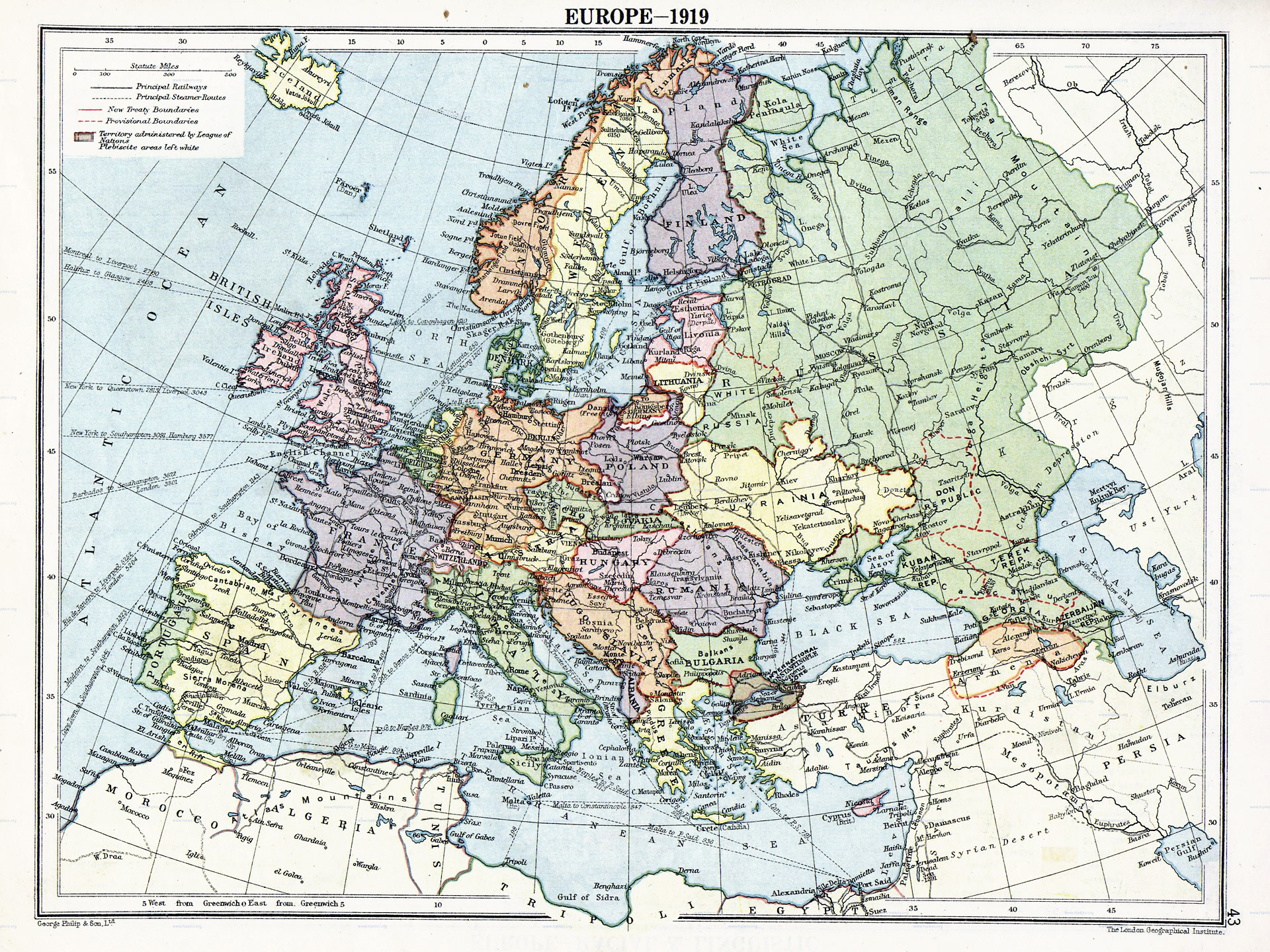
На мапі Європи, 1919
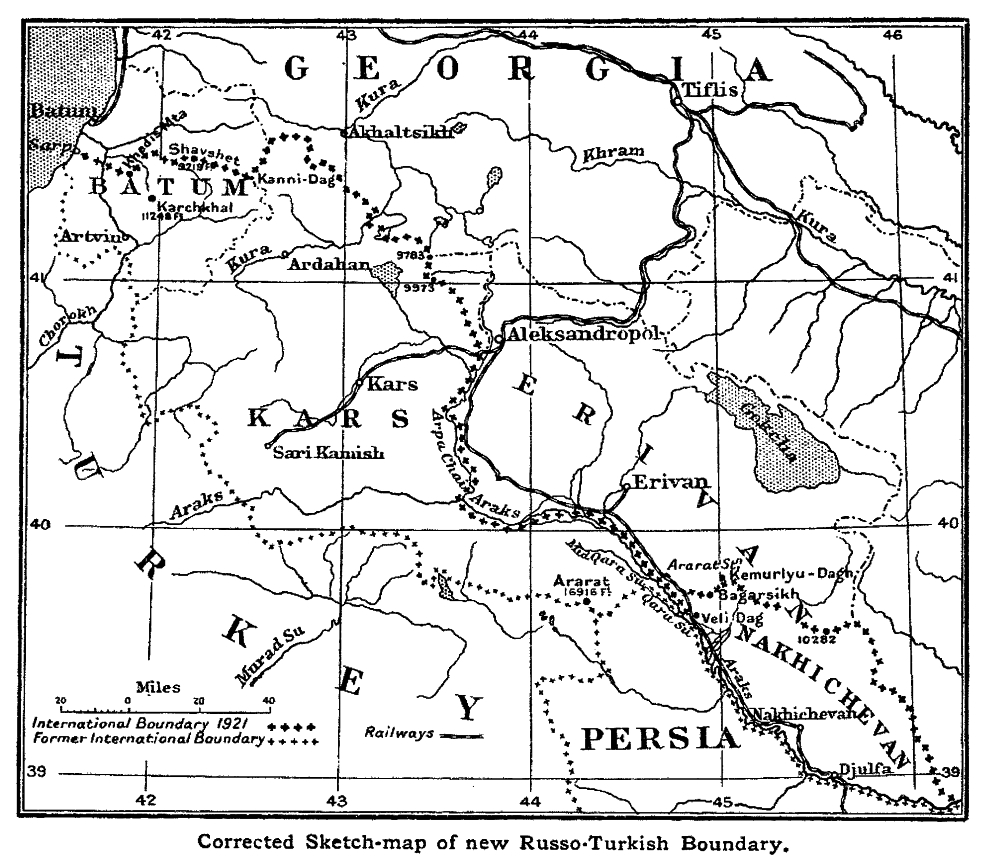
Радянсько-турецький кордон

У червні-липні 2015 у Єревані відбувалися масові протести проти підвищення тарифів на електроенергію корупції, що дістали назву ElectricYerevan, «революція розеток», «ЕлектроМайдан» тощо. Владі вдалося придушити виступи.

## Населення
За офіційним переписом населення Вірменії 2001 року, населення Вірменії становило 3 213 011 осіб.
Населення країни розміщене нерівномірно. У західних регіонах, зокрема у Араратській долині щільність населення вища, а у східних та південних регіонах нижча. Більшість населення проживає у містах, при чому близько третини усього населення проживає у столиці Вірменії — Єревані. Другим та третім за розміром містами є Гюмрі (розташований на північному заході) та Ванадзор (на півночі країни), які були ще більшими до руйнівного Спітакського землетрусу. Серед інших відносно великих (близько 50 000 мешканців) міст слід зазначити Раздан, Чаренцаван, Абовян, Вагаршапат та Армавір, що розташовані у центрі країни, неподалік від столиці. Серед віддалених міст на південному сході слід зазначити Капан та Горіс.
Етнічний склад населення:
- 97,89 % (3145354) вірмени;
- 1,26 % (40620) єзиди;
- 0,46 % (14660) росіяни;
- 0,11 % (3409) ассирійці;
- 0,05 % (1633) українці;
- 0,047 % (1519) курди;
- 0,036 % (1176) греки;
- 0,14 % (4640) інші.

## Адміністративно-територіальний поділ
Республіка Вірменія поділяється на марзи (області). Вірменія складається з 10 марзів: Арагацотн, Арарат, Армавір, Вайоц-Дзор, Гегаркунік, Котайк, Лорі, Сюнік, Тавуш, Ширак та місто зі спеціальним статусом — Єреван (столиця).

## Мови
Державна мова — вірменська. Більшість населення володіє російською мовою. Вірменія гарантує вільне вживання мов національних меншин.

## Природа
Докладніше у статтях: Географія Вірменії, Список ссавців Вірменії, Туризм у Вірменії
Вірменія — гірська країна. Близько 70 % площі республіки розташовано вище 1500 м над рівнем моря. Країна займає північно-східну частину Вірменського нагір'я, обрамленого з півночі і сходу хребтами Малого Кавказу. У центральній частині країни в субширотному напрямі простяглася смуга вулканічних гір, представлених слабо розчленованими середньовисотними і висотними лавовими плато та щитовими масивами. У цій смузі є безліч конусів вимерлих вулканів. Найвища точка — г. Арагац, 4090 м. На півночі і південному сході переважають середньовисотні гори. Південно-Західна Вірменія лежить в межах плоскої Араратської рівнини, поверхня якої складена алювіальними і озерно-алювіальними відкладами. Клімат континентальний. Найбільше озеро — Севан, найбільші річки — Раздан, Аракс, Дебед, Агстев, Арпа, Воротан, Ахурян, Трту, Ахавно та інші.

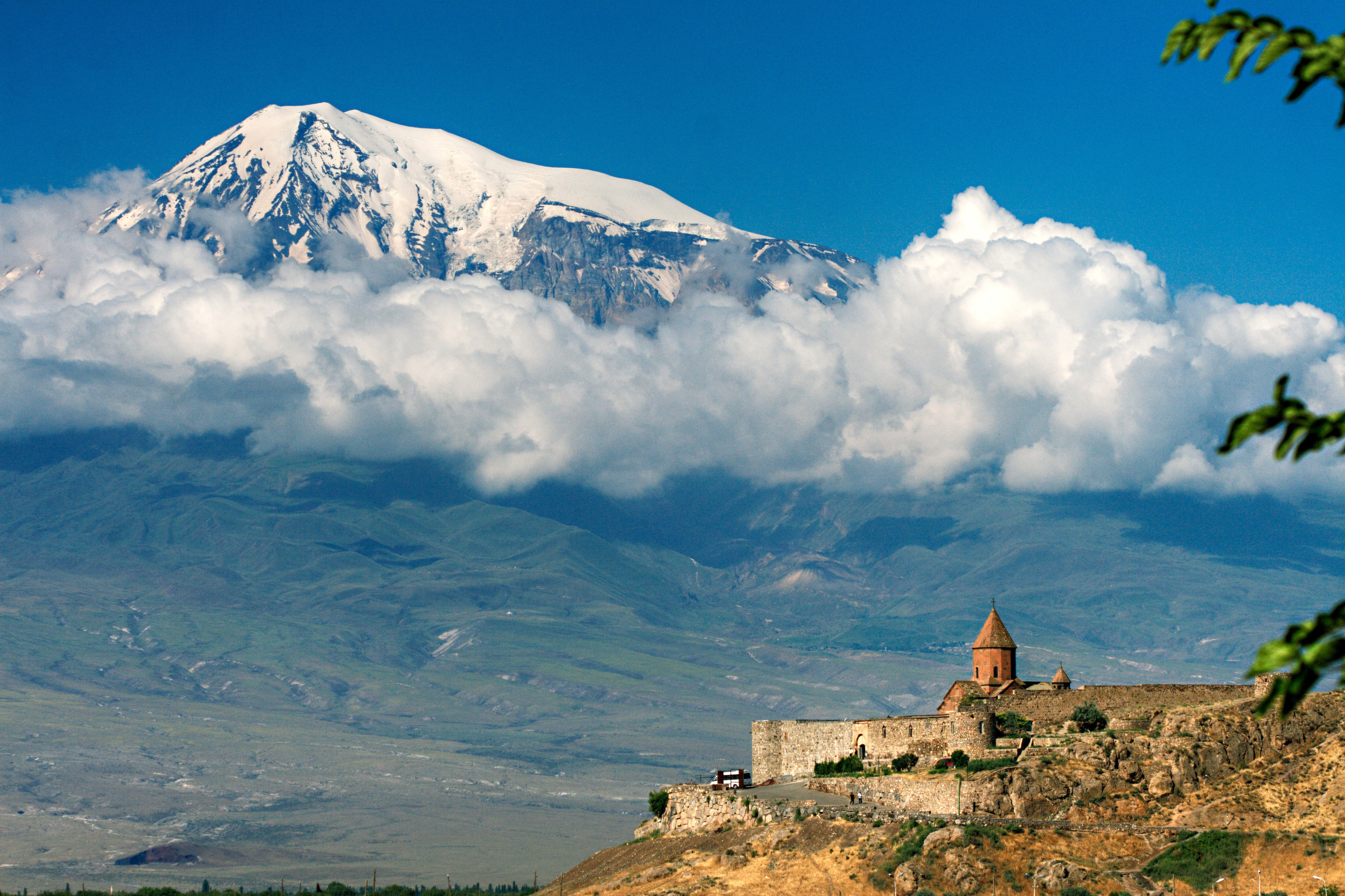
Арарат — вірменська священна гора, символ країни, що розташована у турецькій частині Вірменського нагір'я
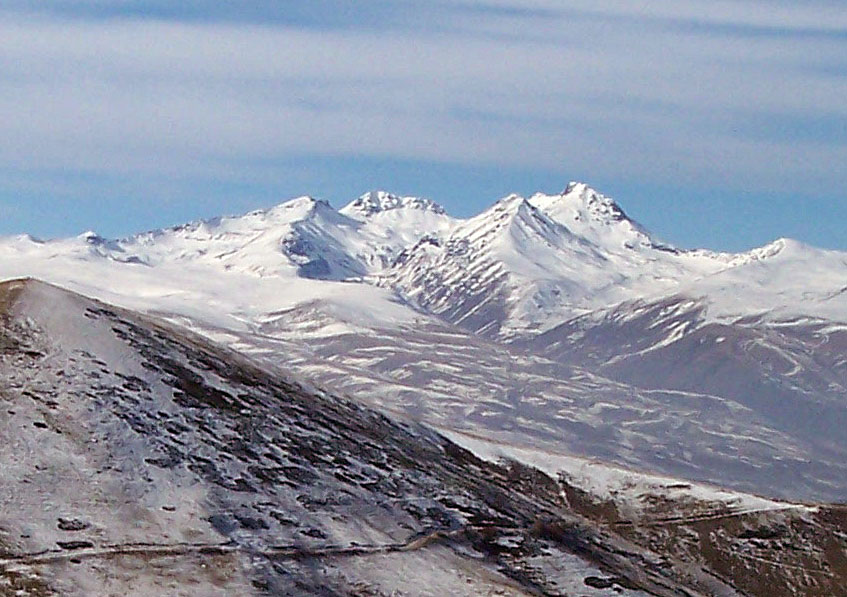
Найвища точка країни — гора Арагац, 4090 м
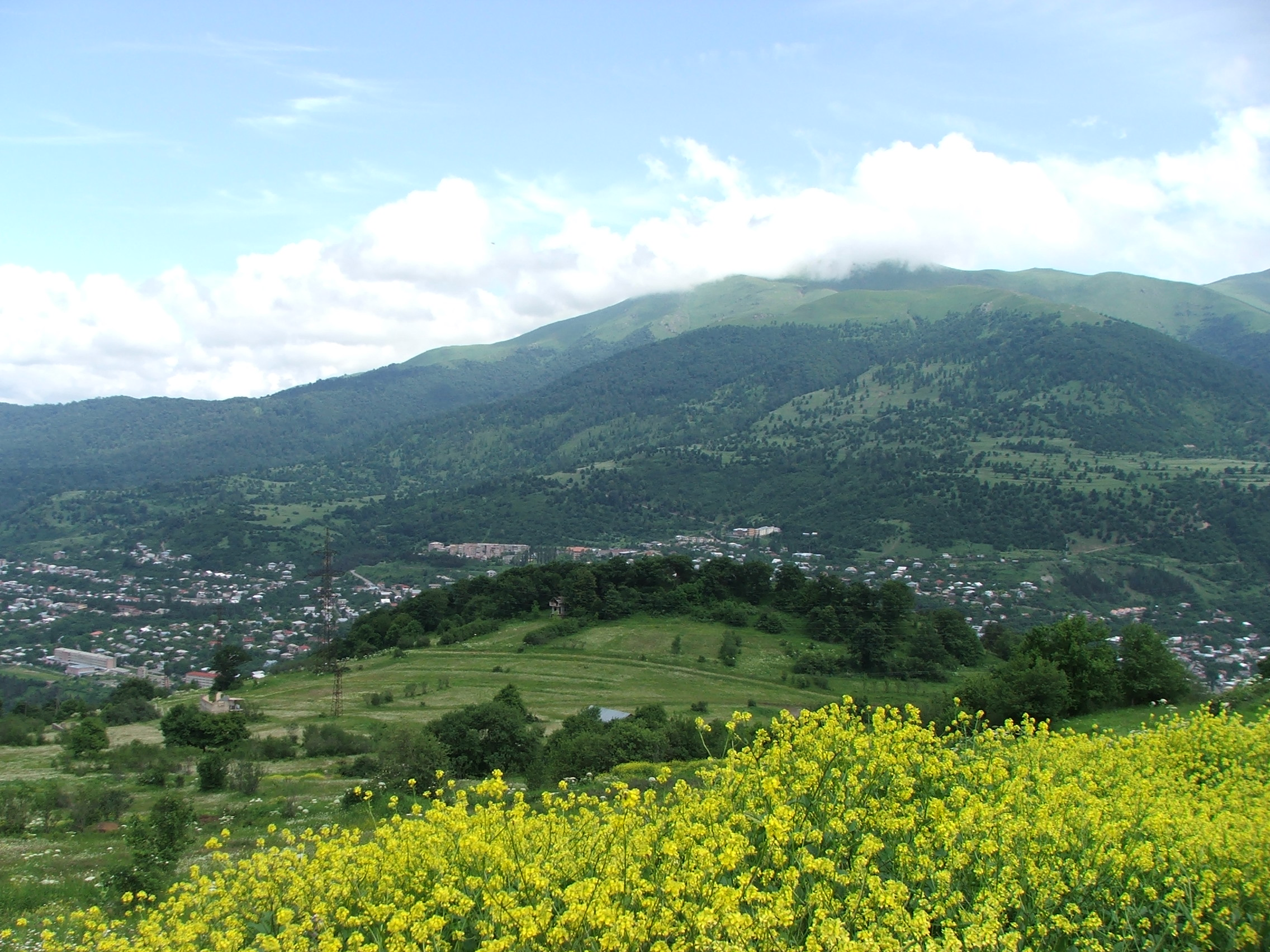
Ліс біля Діліжану, область Тавуш
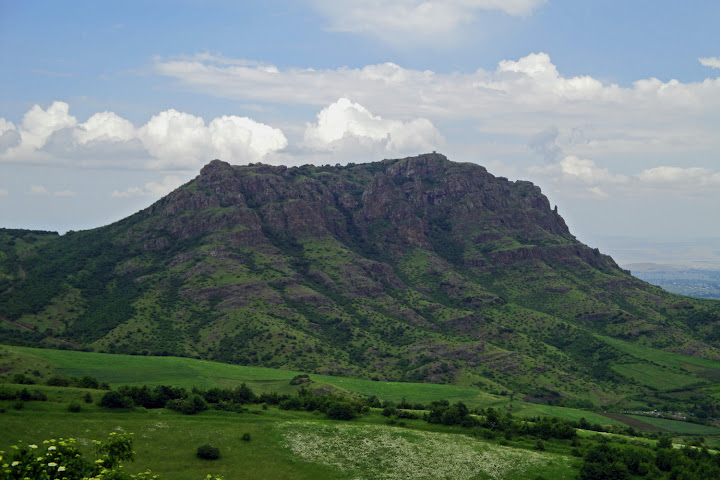
Гора Паравакар
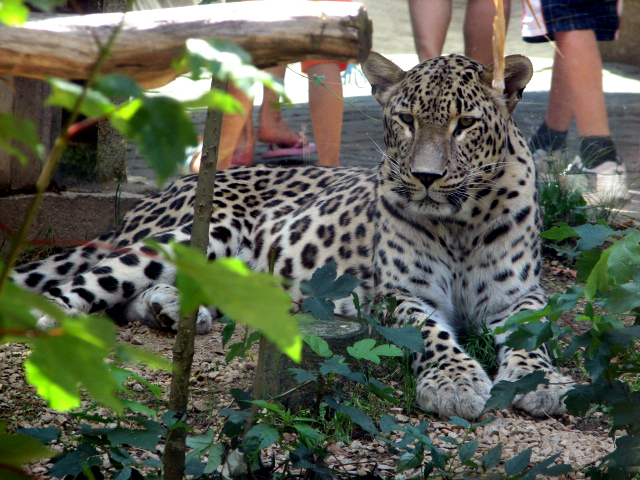
Передньоазійський леопард
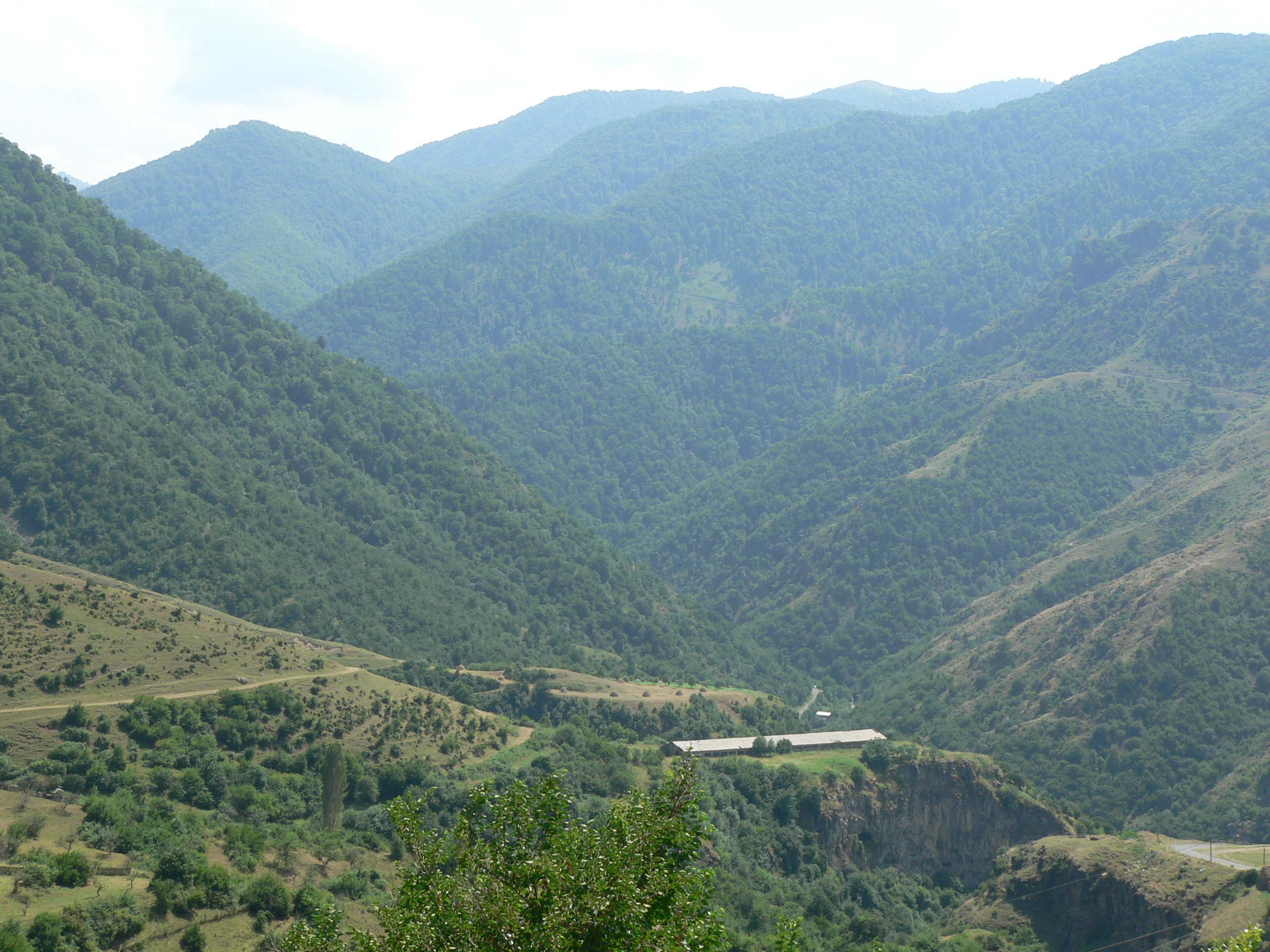
Краєвид, Лорі
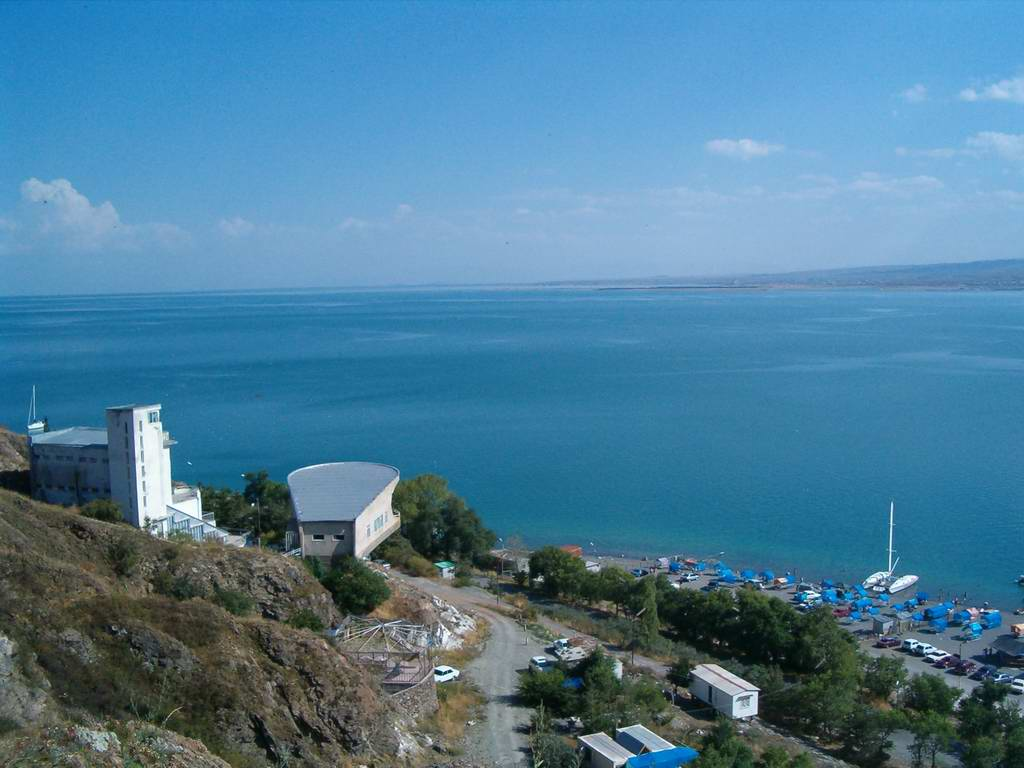
Озеро Севан
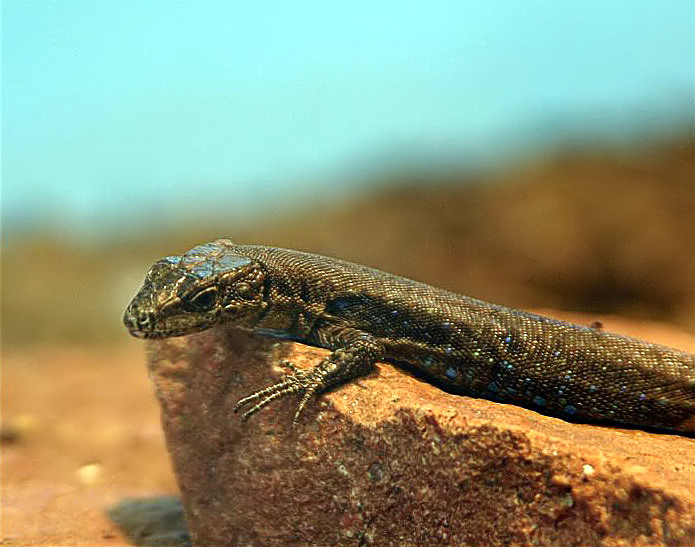
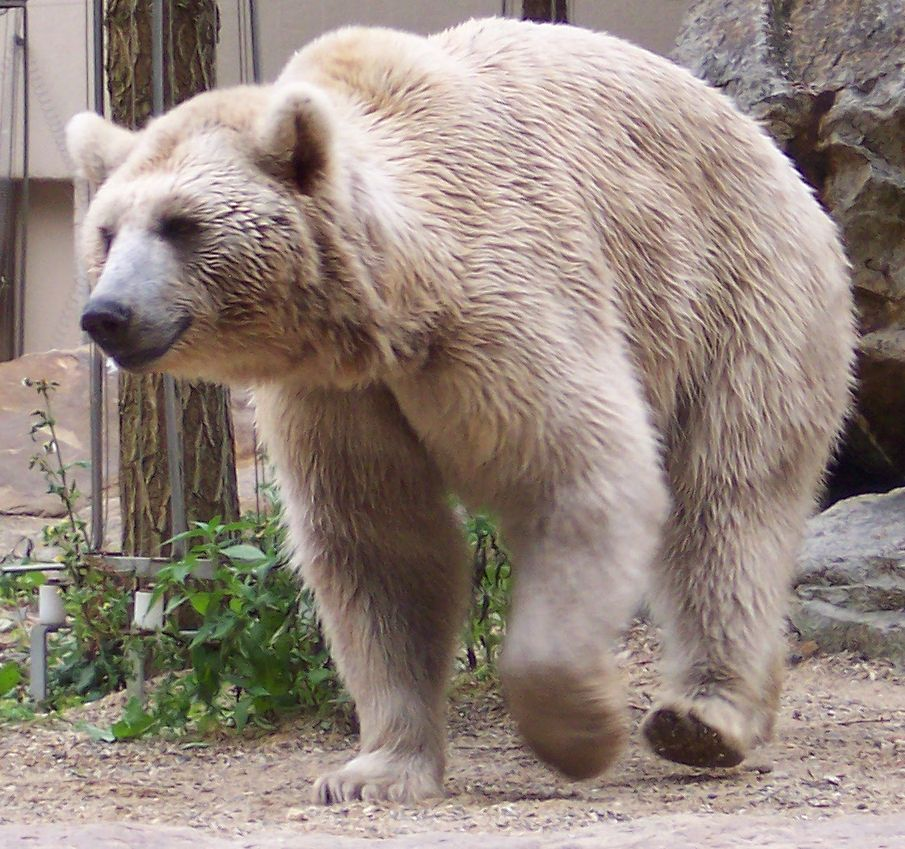
Сирійський ведмідь

## Економіка

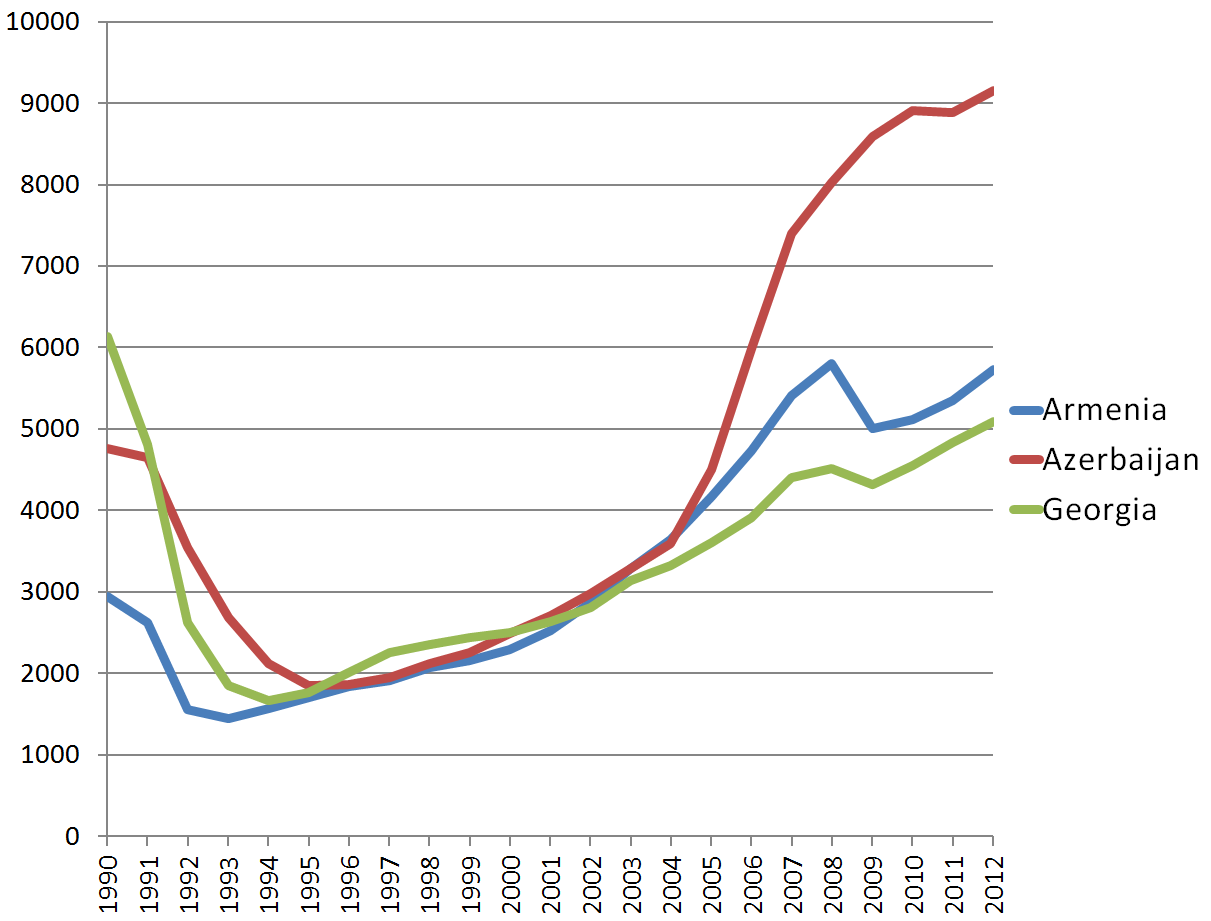
Ріст ВВП

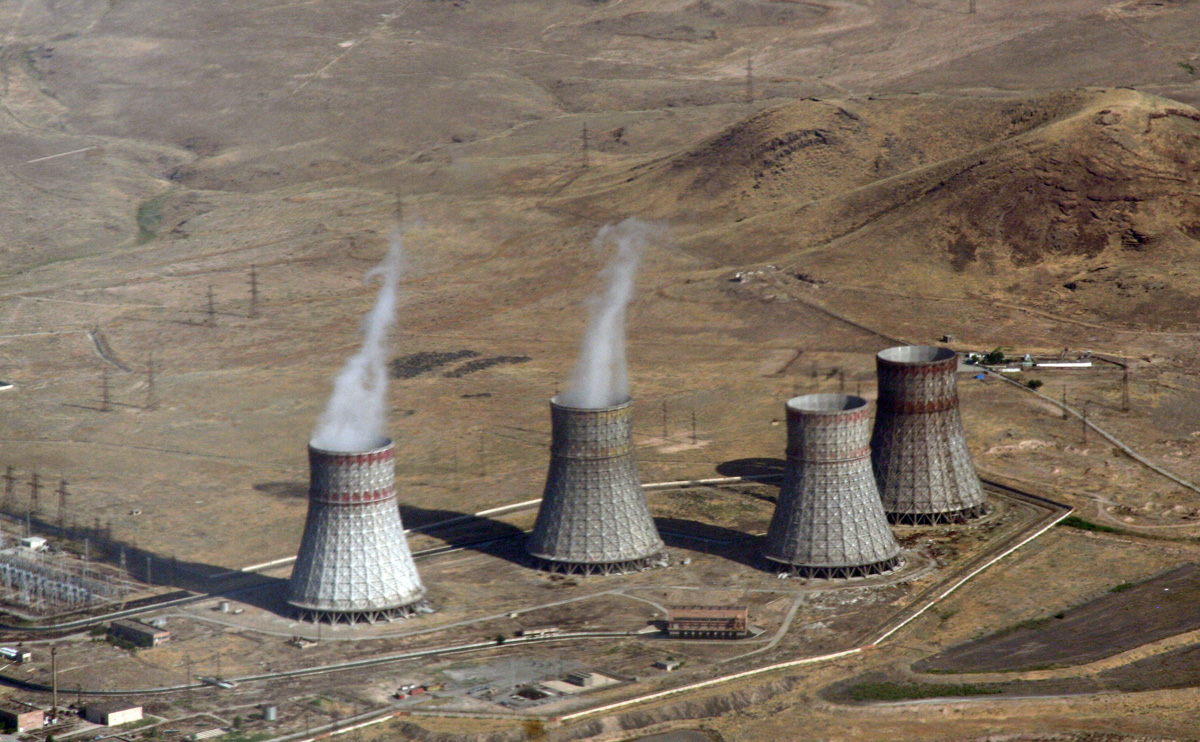
Вірменська АЕС

Докладніше у статтях: Економіка Вірменії, Туризм у Вірменії, Транспорт у Вірменії, Зв'язок у Вірменії
Вірменія — аграрно-промислова країна. Провідні галузі промисловості: машинобудування і металообробка, хімічна і нафтохімічна, кольорова металургія, виробництво будматеріалів, в тому числі на базі розробки родовищ різнокольорових туфів, перлітів, вапняків, граніту і мармуру. Крім того — харчосмакова, легка промисловість. Важливе значення мають плодівництво і виноградарство. Головні види транспорту: автомобільний, залізничний, трубопровідний, повітряний. Усі міста з'єднані автомобільними дорогами, є міжнародні траси. Діє мережа залізниць, яка з'єднує найбільші міста Вірменії, а також дає вихід на Грузію. Діють 10 місцевих аеропортів, 3 міжнародних. Найбільший аеропорт — Звартноц — розташований за декілька кілометрів на захід від Єревана.
У структурі ВВП на кінець XX ст. переважав аграрний сектор (40 %), частка промисловості — 25 %, сектора послуг — 35 %. У сільському господарстві зайняті 55 % працюючих, в сфері послуг — 25 %, в промисловості — 20 %. Близько 75 % валового національного продукту виготовляється в приватному секторі.
Див. також Корисні копалини Вірменії, Історія освоєння мінеральних ресурсів Вірменії, Гірнича промисловість Вірменії.

## Міжнародні відносини
Вірменія є членом ООН і визнається всіма її членами окрім Пакистану.

## Транспорт

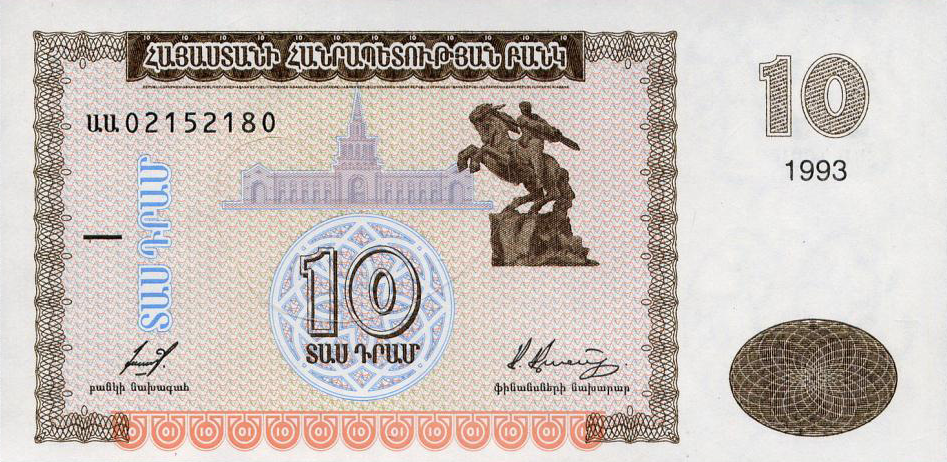
Вокзал Єревану і пам'ятник Давид Сасунський на банкноті 10 драм 1993

### Залізниця
Загальна протяжність залізниць Вірменії становить 852 км (на 2001 рік). Дороги електрифіковані і мають високу пропускну спроможність, однак потребують реконструкції. Функціонуюча на території Вірменії Вірменська залізниця має з'єднання з Грузинською (єдине відкрите з'єднання), а також з Азербайджанською і Турецькою залізницями, які не використовуються внаслідок закритих кордонів з цими державами.
Ділянка залізниці Вірменія-Іран дозволить Вірменії користуватися альтернативним шляхом транспортування енергоресурсів та інших товарів, отримавши вихід у зовнішній світ. Зараз залізничні комунікації Вірменії із зарубіжними країнами забезпечуються тільки через територію Грузії. За різними даними, вартість будівництва залізниці Вірменія-Іран може скласти від $ 1 до 2 млрд, відстань становитиме близько 500 км (в залежності від обраного варіанта), а середня швидкість становитиме 100 км/год.
Є три варіанти будівництва залізниці Вірменія-Іран. Відповідно до першого, будівництво залізниці буде починатися від станції Ерасх, яка розташована на схід від міста Арарат, в однойменному МАРЗ. Незважаючи на те, що станція не є тупиковою. Ерасх є кінцевою станцією приміських електропоїздів на ділянці Єреван-Масіс-Ерасх, і далі в Нахічевань потяги не ходять. Згідно з цим варіантом, довжина шляхів для будівництва по території Вірменії складе 443 км. Згідно з другим варіантом, будівництво почнеться від станції Гагарін, яка розташована між містами Раздан і Севан, в МАРЗ Гегаркуник на лінії Єреван-Раздан-Сотки. Через станцію проходять товарні потяги, а влітку функціонує приміський рух електропоїздів, що забезпечують відпочиваючим з Єревану і його околиць доступ для відпочинку на озері Севан. Довжина шляхів від станції Гагарін до іранського кордону складе 449 км, а будівництво охопить міста Севан, Гавар і Мартуні, і далі міста Вайоц-Дзор і Сюніка. Згідно з третім варіантом будівництво пропонується розпочати з передостанньою станції на тупиковій гілці Єреван-Раздан-Сотки, а саме з однойменної станції Варденіс в місті Варденіс, який розташований на південному сході МАРЗ Гегаркуник. Через станцію Варденіс проходять лише товарні потяги. Довжина шляхів по вірменській території зі станції Варденіс до кордону з Іраном складе 397 км. Однак по закінченні будівництва, в розрахунку загальної відстані від іранського кордону до Єревану, цей маршрут виявиться найдовшим з перерахованих. На території Ірану буде побудована гілка завдовжки 80 км до станції Маранд, яка розташована на півночі Ірану. Таким чином, загальна довжина будівництва залізниці становитиме залежно від обраного варіанта 523, 529 або 477 км. Влада Вірменії схиляються до реалізації другого варіанту.

### Автомобільний транспорт
Протяжність доріг Вірменії з твердим покриттям становить 8,4 тис. км. Дороги перебувають в зношеному стані. У гірських районах і в провінції вони часто відсутні, всі перевезення ведуться по гравійно-щебенево путівцях, досить важкопрохідних без допомоги місцевих жителів. Освітлення на вулицях міст обмежене, часто відсутнє зовсім.
Найближчим часом у Вірменії повинні початися широкомасштабні дорожньо-будівельні роботи, в тому числі перший етап будівництва автомагістралі «Північ-Південь».

### Повітряний транспорт
В умовах закритого кордону з Азербайджаном і Туреччиною, а також нестабільної ситуації на грузино-російському кордоні, авіатранспорт фактично є основним видом міжнародних пасажирських перевезень. Регулярні пасажирські авіаперевезення здійснюються через два аеропорти — «Звартноц» (Єреван) і «Ширак» (Гюмрі). Планується також побудувати третій аеропорт.
Міжнародний аеропорт «Звартноц» розташований за 10 км на захід від Єревана. Був побудований в 1961 році як аеропорт «Західний», потім в 1980 році перебудований і перейменований в «Звартноц». У 1998 році було відкрито новий вантажний термінал, а влітку 2007 року — новий міжнародний пасажирський термінал. Звідси відбуваються рейси в 70 міст світу.
Аеропорт «Ширак» розташований за 5 км від Гюмрі — другого за величиною міста Вірменії, розташованого в північно-західній частині країни. Регулярні пасажирські авіаперевезення здійснюються лише в Москву, Сочі і Ростов-на-Дону. Аеропорт зручний для жителів північної Вірменії і Джавахеті (Грузія). Ведуться роботи по модернізації аеропорту і приведення його у відповідність міжнародним стандартам.
Аеропорт «Еребуні» розташований в Єревані, за 7 км на південь від міста. В основному використовується для військових потреб: тут базується авіація ВПС Вірменії і ВПС Росії, які спільно проводять чергування по охороні південних рубежів країн-учасниць ОДКБ. З аеропорту здійснюються приватні пасажирські чартерні рейси в країни СНД, а також здійснюється нерегулярне туристичне вертолітне сполучення з Степанакертського аеропортом, розташованим в НКР.

### Канатні дороги
Канатні дороги у Вірменії є в Єревані, Цахкадзорі (туристичний центр в МАРЗ Котайк), Джермуке (туристичний центр в МАРЗ Вайоц Дзор), Алаверди (туристичний центр в МАРЗ Лорі). У 2010 році побудована найдовша у світі канатна дорога до Татевського монастиря (туристичний центр в МАРЗ Сюник). Діють також товарні канатні дороги, наприклад, поруч з містом Каджаран (обслуговує гірську промисловість в МАРЗ Сюник).

### Трубопровідний транспорт
У Вірменії існує мережа газопроводів загальною протяжністю в 900 кілометрів. Наразі діють газопроводи Вірменія-Грузія і Вірменія-Іран, в Ерасх знаходиться чинне газосховище. У 2009 році здано в експлуатацію нафтопродуктопровід Іран-Вірменія.

## Космічна галузь
У травні 2022 року, Вірменія запустила в космос свій перший власний супутник «ArmSat-1». Проєкт будівництва супутника став результатом співпраці вірменського агентства «Геокосмос» та іспанської компанії «Santlantis». Запуск супутника відбувся за допомогою ракети-носія компанії SpaceX. Знімки, які здійснює «ArmSat-1», використовуються для контролю за кордоном та низки наукових спостережень.
1 грудня 2023 року, о 22:18 (за вірменським часом), Вірменія запустила у космос супутник власного виробництва «Hayasat-1». Супутник розробили вірменський науково-дослідний центр «Bazoomq» та Центр наукових інновацій та освіти. Запуск супутника відбувся з території США за допомогою ракети-носія Falcon 9 SpaceX.